# Английская готика

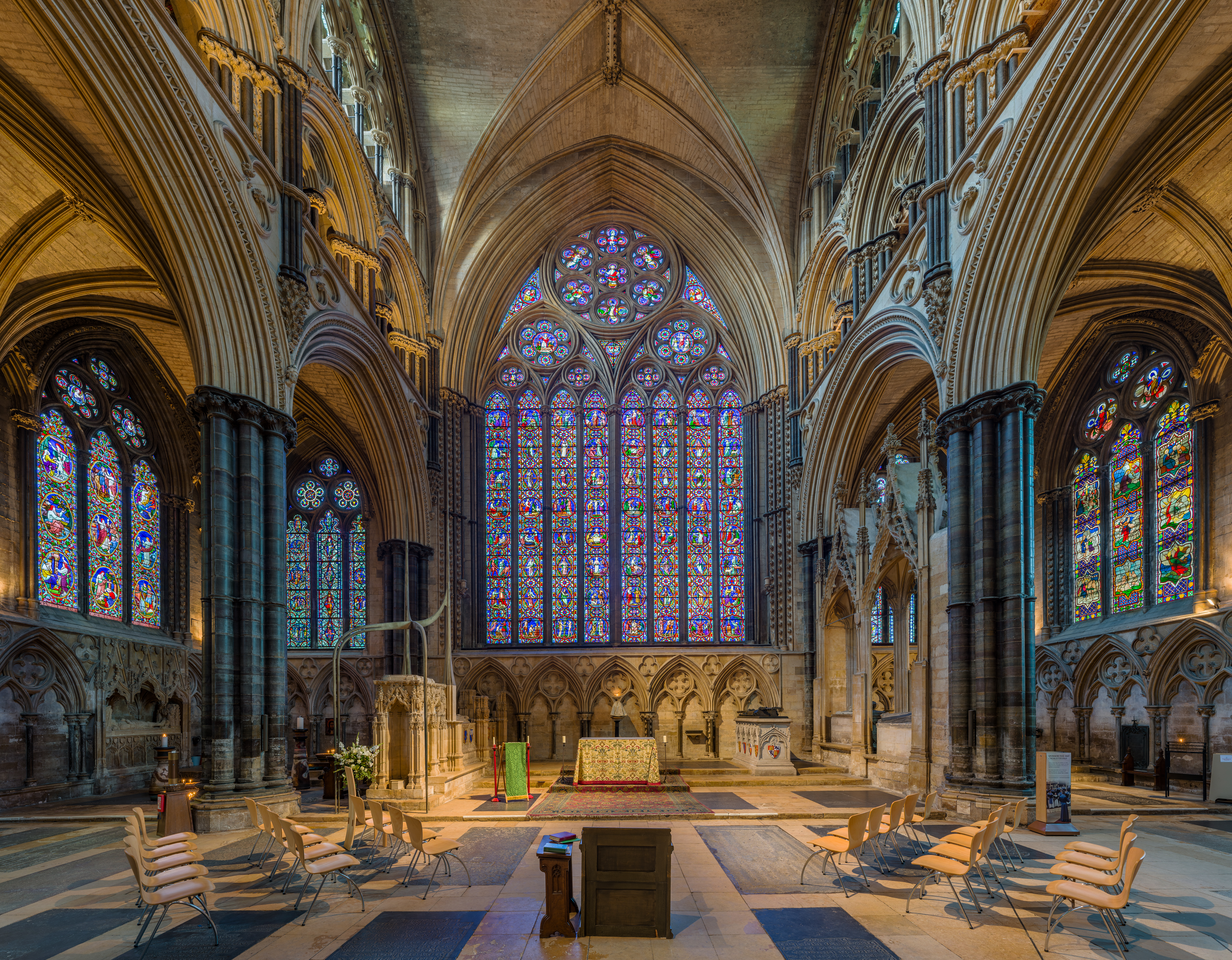
Линкольнский собор

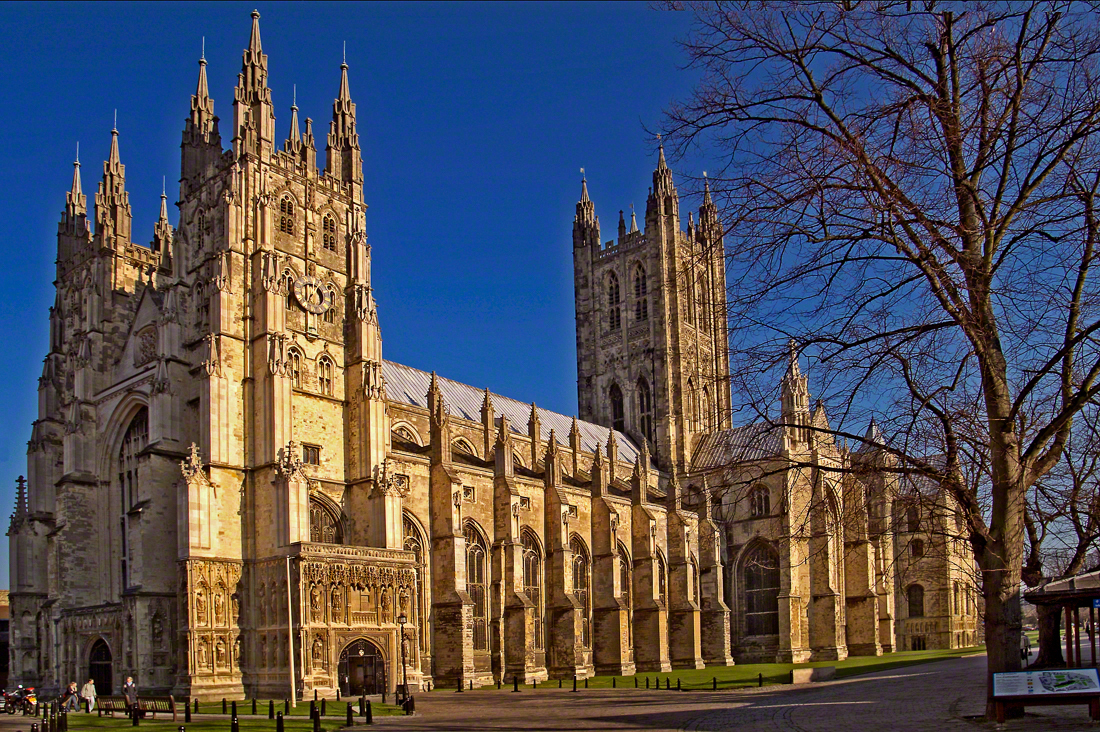
Кентерберийский собор

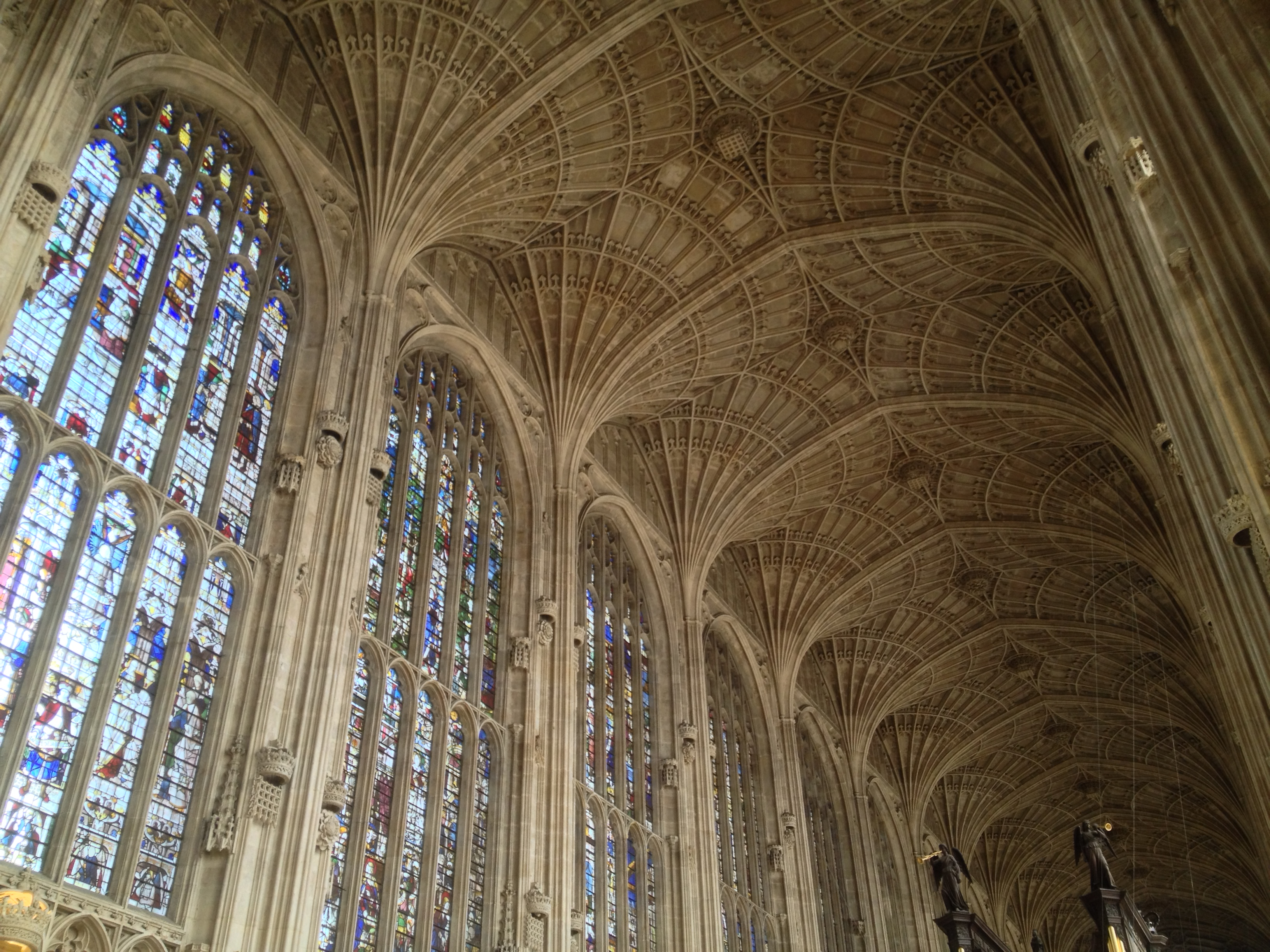
Капелла Королевского колледжа в Кембридже

Англи́йская го́тика — архитектурный стиль, распространённый в Англии в позднем Средневековье и раннем Новом времени. Наиболее широко использовался при строительстве церквей. Определяющими готический стиль чертами является применение в конструкции стрельчатых арок, рёберных сводов и аркбутанов, а также широкое использование витражей, что совокупно позволяло строить здания дотоле невозможной высоты и ширины, ярко освещённые сквозь огромные витражные окна. Среди значительнейших образцов английской готики сохранившиеся Вестминстерское аббатство, Кентерберийский, Солсберийский, Йоркский соборы, а также утраченный старый Сен-Пол в Лондоне. Готический период в архитектуре продлился в Англии до начала XVI века, дольше, чем в континентальной Европе.
Готический стиль родился во Франции: впервые его отдельные элементы сложились в характерный комплекс при перестройке Сугерием внутреннего пространства базилики аббатства Сен-Дени под Парижем (законченна в 1144 году). Некоторые черты готической архитектуры явились закономерным развитием романского стиля (на английской почве именуемого норманнским), другие были завезены с материка — из Иль-де Франс и Бургундии, где в 1135—64 годах был воздвигнут первый готический собор (не монастырская церковь, как Сен-Дени) — Санский (англ. Sens Cathedral). Примером переходного периода выступает Даремский собор, где в целом типично норманнского стиля здание было дополнено первым на острове нервюрным сводом. Первым храмом Англии, изначально выстроенным в готическом стиле, стал Уэлский собор (начат в 1175 году). После того, как в 1174 году пожар уничтожил хор (большую часть нефа — от средокрестия до алтаря) «норманнского» Кентерберийского собора, для его восстановления был приглашён архитектор-француз из Санса — Гийом, который восстановил пространство храма в новой манере (1175—1180 годы). Наряду с церковными сооружениями, готика заметна и в университетских постройках, дворцах, богадельнях, цеховых и административных зданиях, и т.д.
Стиль разделяется на три периода: раннеанглийская готика (конец XII—конец XII вв.), украшенная (или декорированная) готика (конец XIII—начало XIV вв.) и перпендикулярная готика (XIV—XVII вв.). Архитектор и историк искусства Томас Рикман (англ. Thomas Rickman) в 1812 году в книге «Попытка разбора стилей архитектуры Англии» (англ. Attempt to Discriminate the Style of Architecture in England) разделил постройки от времён Вильгельма Завоевателя до Генриха VIII на следующие стили: от Вильгельма Завоевателя (1066) до Генриха II (1189) — «норманский», от Ричарда Львиное Сердце (1189) до Эдуарда I (1307) — «раннеанглийский», в правление Эдуарда II и Эдуарда III (1307—1377) — «украшенный», и от Ричарда II (1377) до Генриха VIII (1547) — «перпендикулярный». Стиль готики XV века, при династии Тюдоров, называют тюдоровским, на смену которому в эпоху Елизаветы I приходят елизаветинский и ренессансный стили. Рикман исключает из рассмотрения постройки после Генриха VIII, называя «стиль этих пристроек и перестроек» конца XVI—начала XVII веков «часто заметно испорченным» (англ. often much debased). Архитектор и историк искусства Эдмунд Шарп (англ. Edmund Sharpe) в работе 1851 года «Семь периодов английской архитектуры» (англ. The Seven Periods of English Architecture) после норманского выделяет переходный период (1145-90) в котором характерно совместное использование стрельчатой и полуциркульной арок. Основываясь на форме окон, Шарп переназвал раннеанглийский период «ланцетным стилем» (1190—1245), разделил «украшенный» стиль на «геометрический» (1245—1315) и «криволинейный» (1315—1360), а третий период назвал «вертикальным» (1360—1550).
За исключением Солсберийского собора, памятники английской готики обычно представляют собой комбинацию стилей вследствие того, что даты их строительства, дополнений и перестроек часто занимают диапазон до 400 лет.

## Раннеанглийская готика

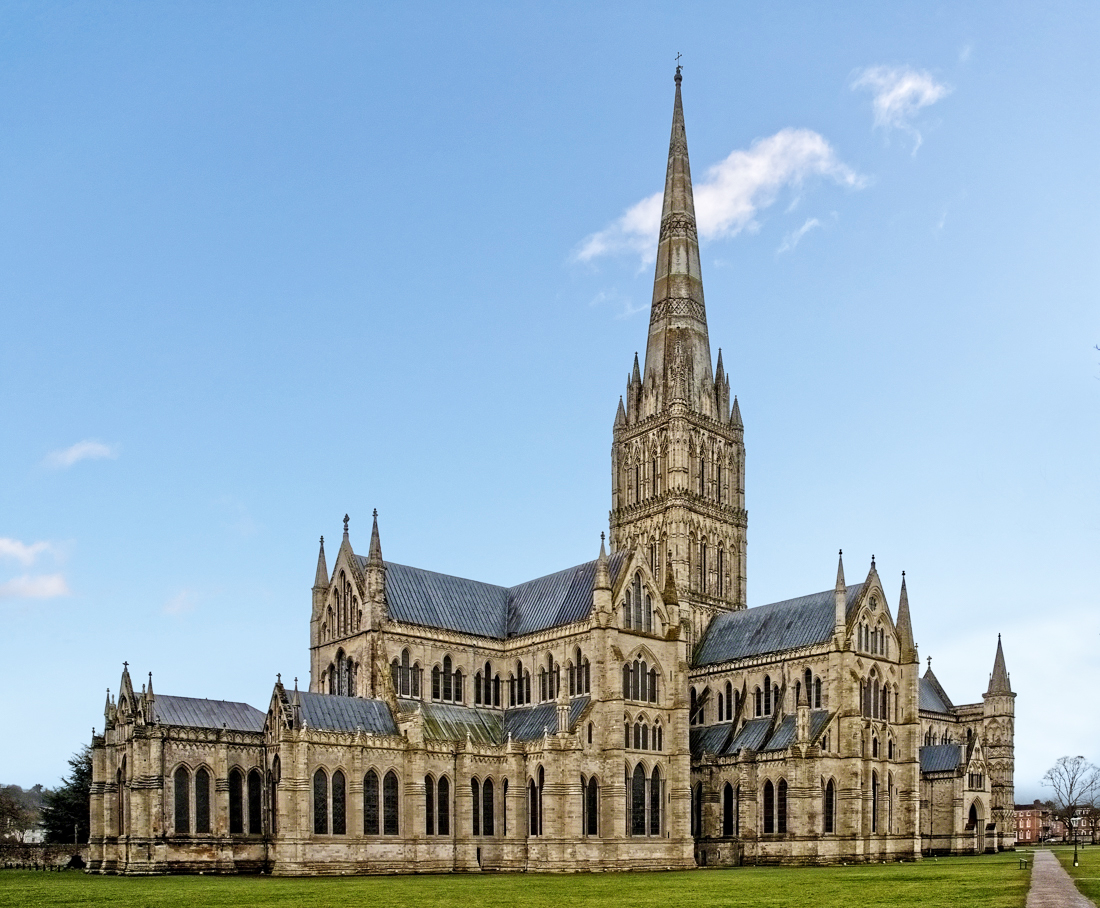
Собор в Солсбери (1220–1258) — образчик раннеанглийского стиля (башня и шпиль добавлены позднее)
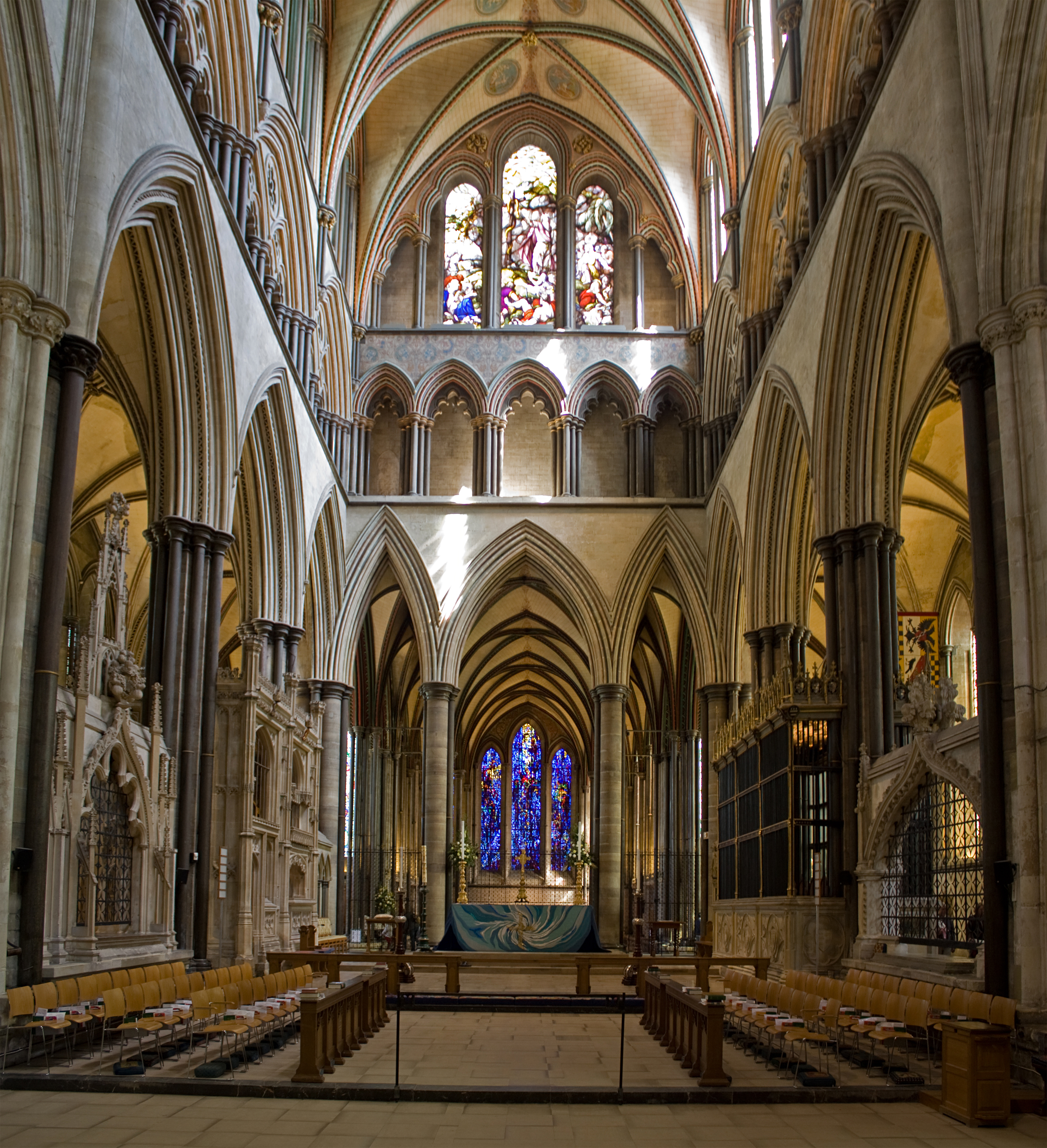
Интерьер Солсберийского собора
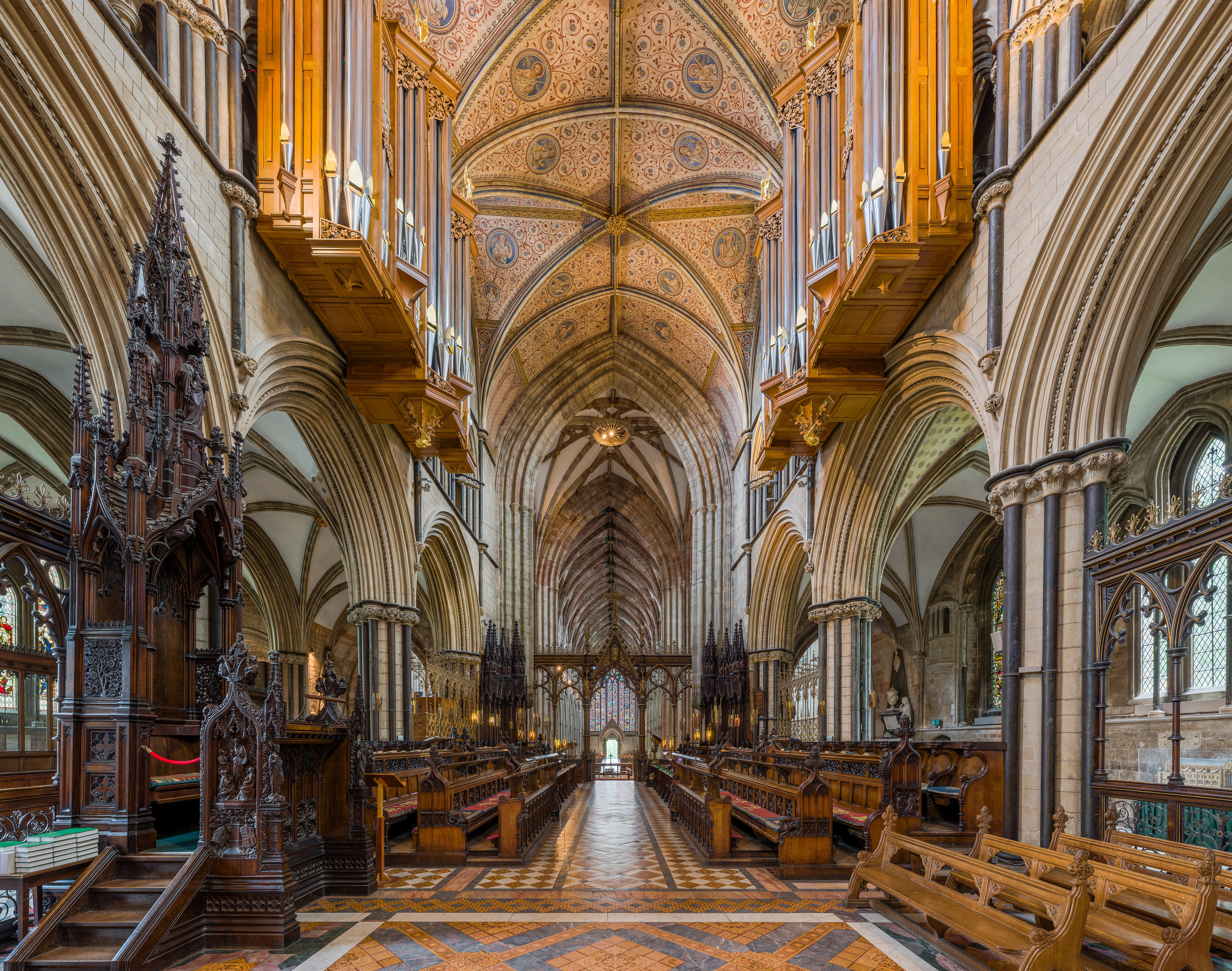
Хоры Вустерского собора
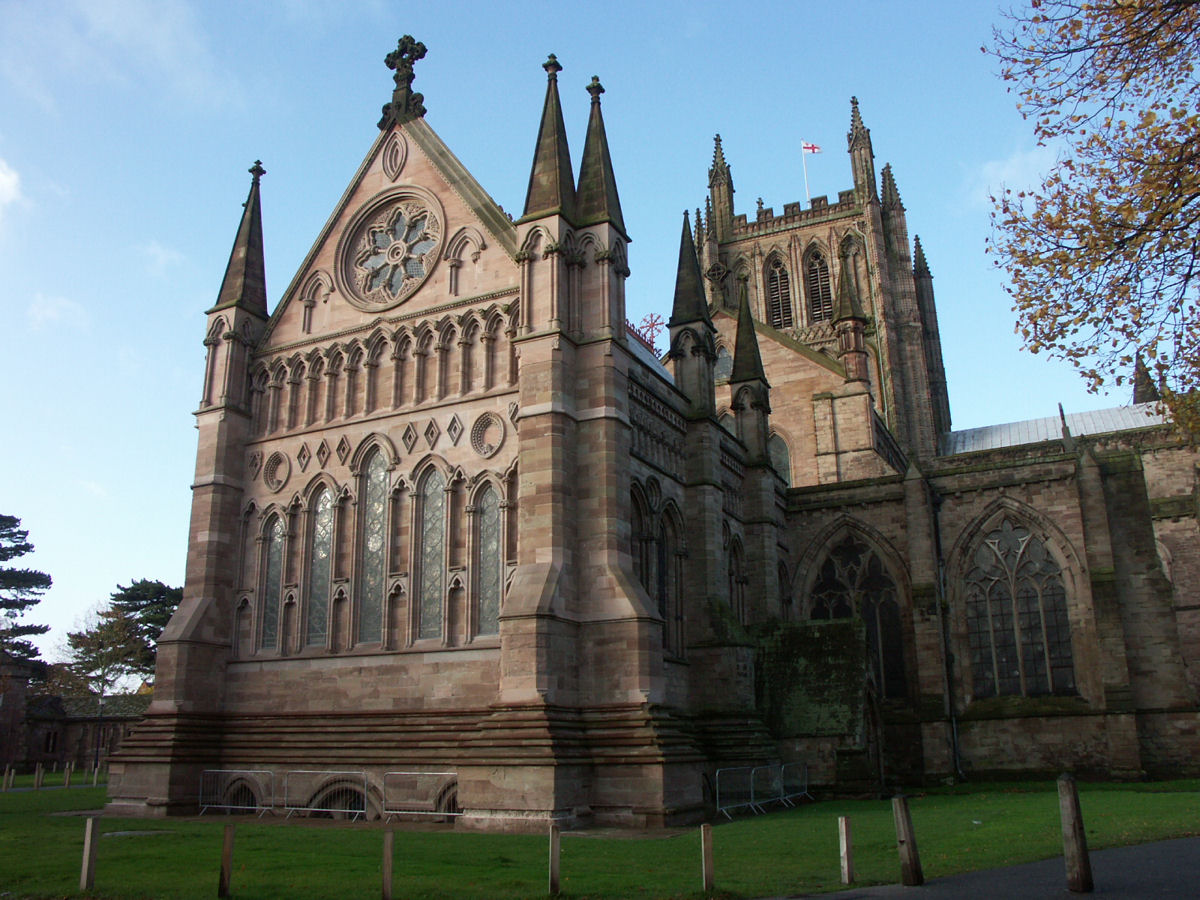
Херефордский собор (1079–1250)
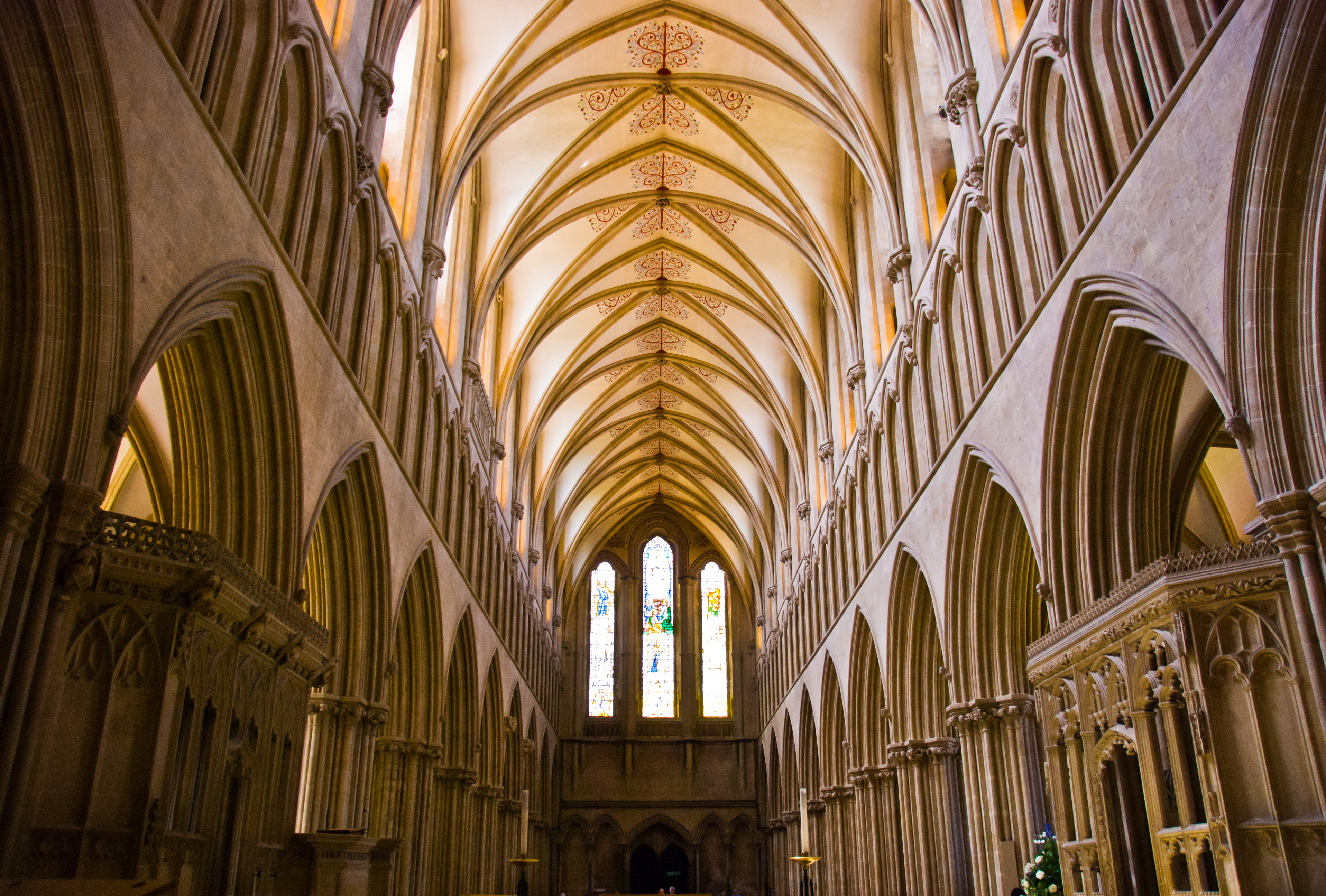
Неф Уэлского собора

Период раннеанглийской готики занимает время с конца XII по конец XIII веков и следует за норманским периодом, в течение которого были построены первые крупные полностью каменные (вместо перекрытых деревянными конструкциями) соборы и аббатства. В норманской архитектуре характерно использование декора трёх классических ордеров и толстых сплошных стен с примкнутыми небольшими контрфорсами, больше похожими на пилястры. Переходный период от норманского стиля к готическому занимает 1145—1190 годы, правление Стефана и Ричарда I Львиное сердце
Раннеанглийская готика является плодом трансформации на островной почве «французского стиля», завезённого из Кана, откуда прибывали мастера и нередко завозились уже обработанные стройматериалы. Также прослеживается влияние архитектуры Иль-де-Франс, где в Сансе поднялся первый полностью готический собор и откуда прибыл, в частности, строитель хора в Кентербери Гийом Санский.
Раннеанглийская готика ещё сохраняет достаточно мощные стены, на которые опираются каменные своды, призванные уберечь внутренность церкви от сущего бича средневековых храмов: пожара на деревянной кровле. Вес сводов воспринимается нервюрами, преобразуясь в вертикальную составляющую и силу горизонтального распора. Первый нервюрный свод построен в романском соборе в Дареме.
Концентрация сил при помощи нервюр вызывает необходимость уравновесить эти теперь сосредоточенные силы не сплошной массивной стеной, а развитыми контрфорсами, то есть пристроенными к стене снаружи сравнительно узкими, всё сильнее выступающими к основанию выступами, а необходимость передать силы распора свода центрального нефа над пролётом боковых вызвала к жизни аркбутан в виде ползучей арки. Контрфорс для устойчивости дополнительно нагружается сверху тяжёлым пинаклем, и статическая система готики на этом принципиально завершена. Контрфорсы впервые появляются в капитулярной зале Личфилдского собора.
Характерным элементом раннеанглийского стиля является ланцетовидное окно, высокое и узкое, завершённое стрельчатой аркой, что гармонирует со стрельчатыми аркадами и нервюрами сводов. Такие окна обычно располагаются группами под общей широкой аркой, в переплётах используются мотивы наконечника копья (лат. lance).

### Особенности

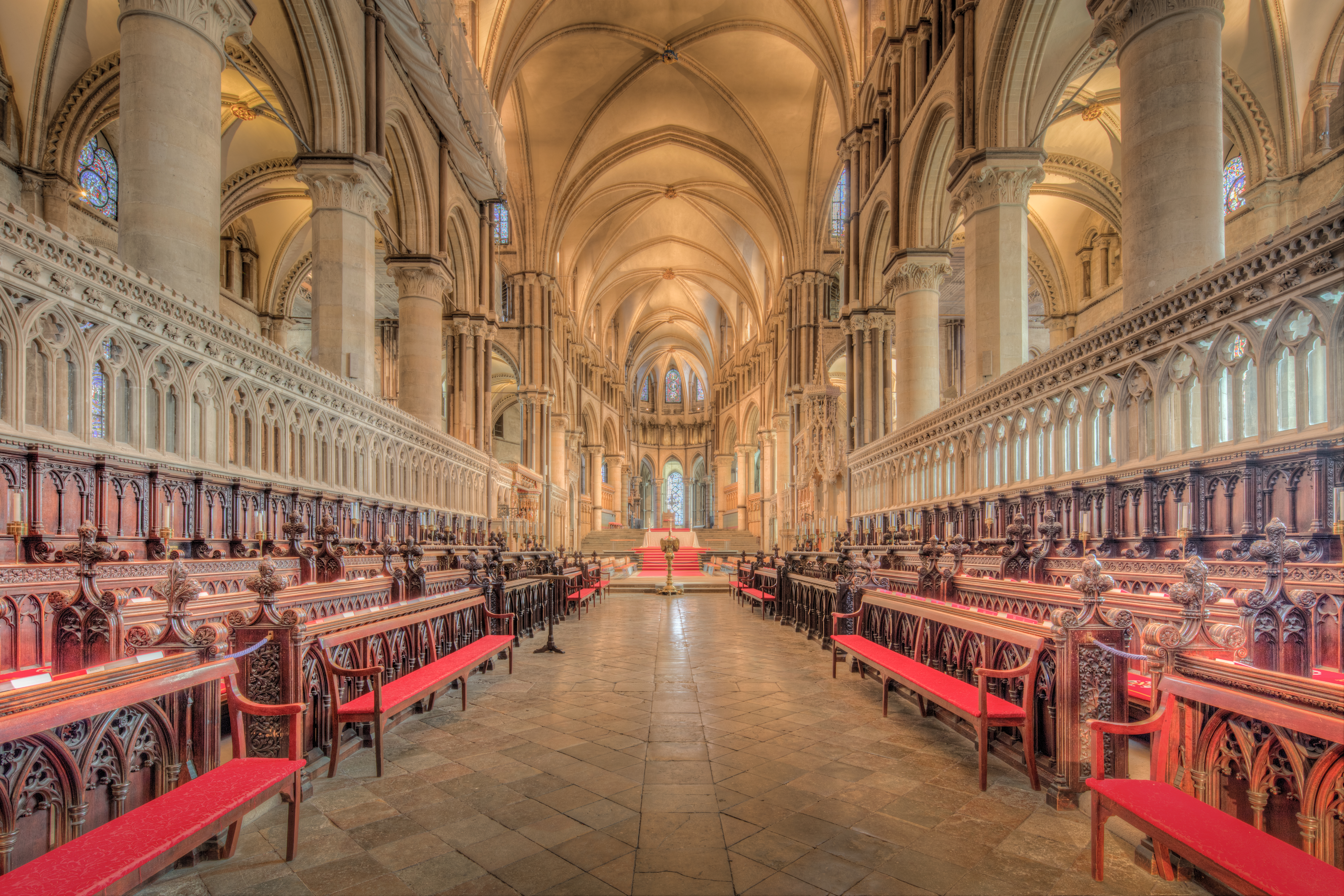
Хоры в Кентербери (Гийом Санский, Вильгельм Англичанин, 1174–1184)
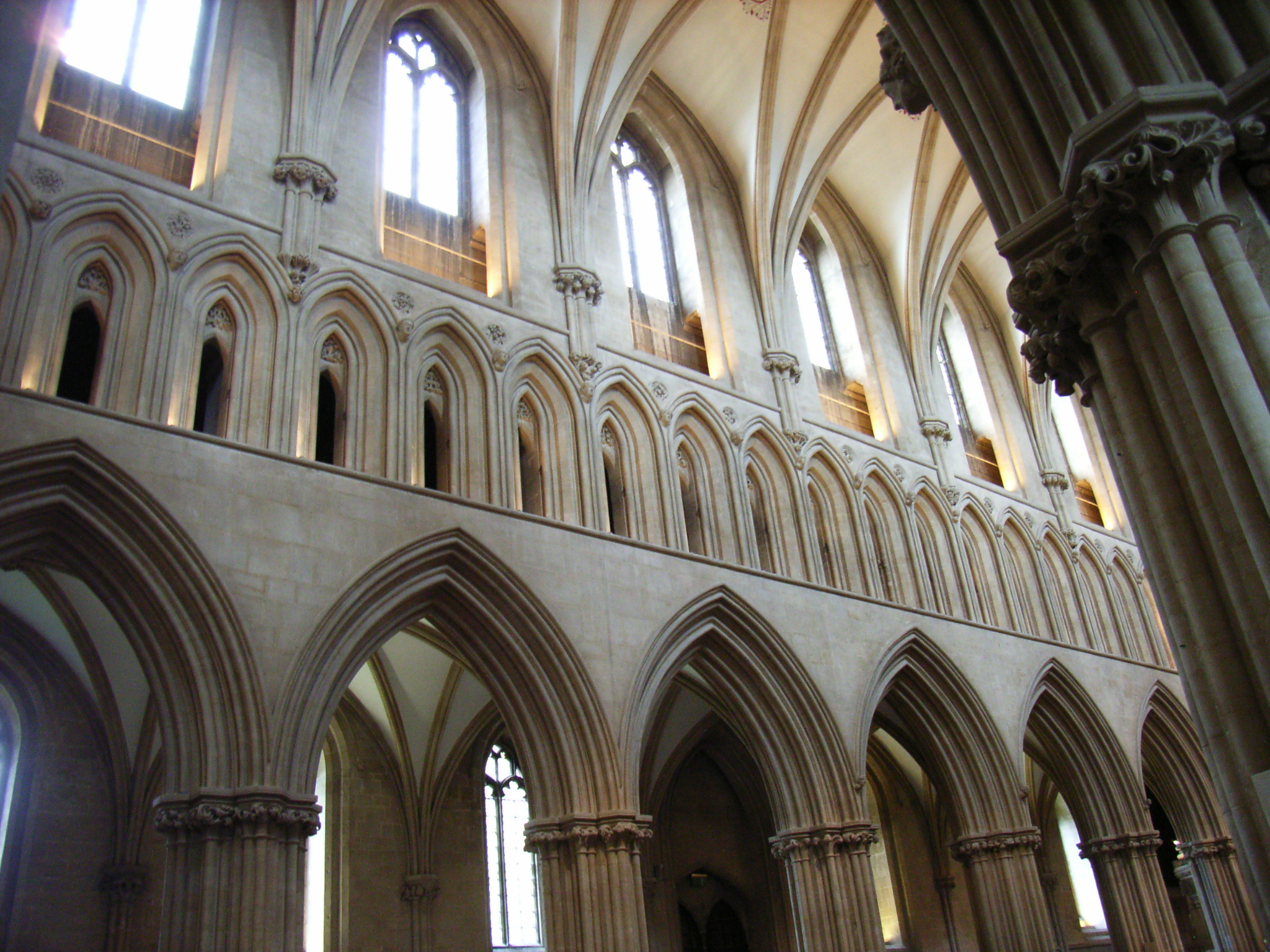
Уэлский собор, в котором впервые все три уровня структуры стены главного нефа выполнены в стрельчатых арках (1192–1230)
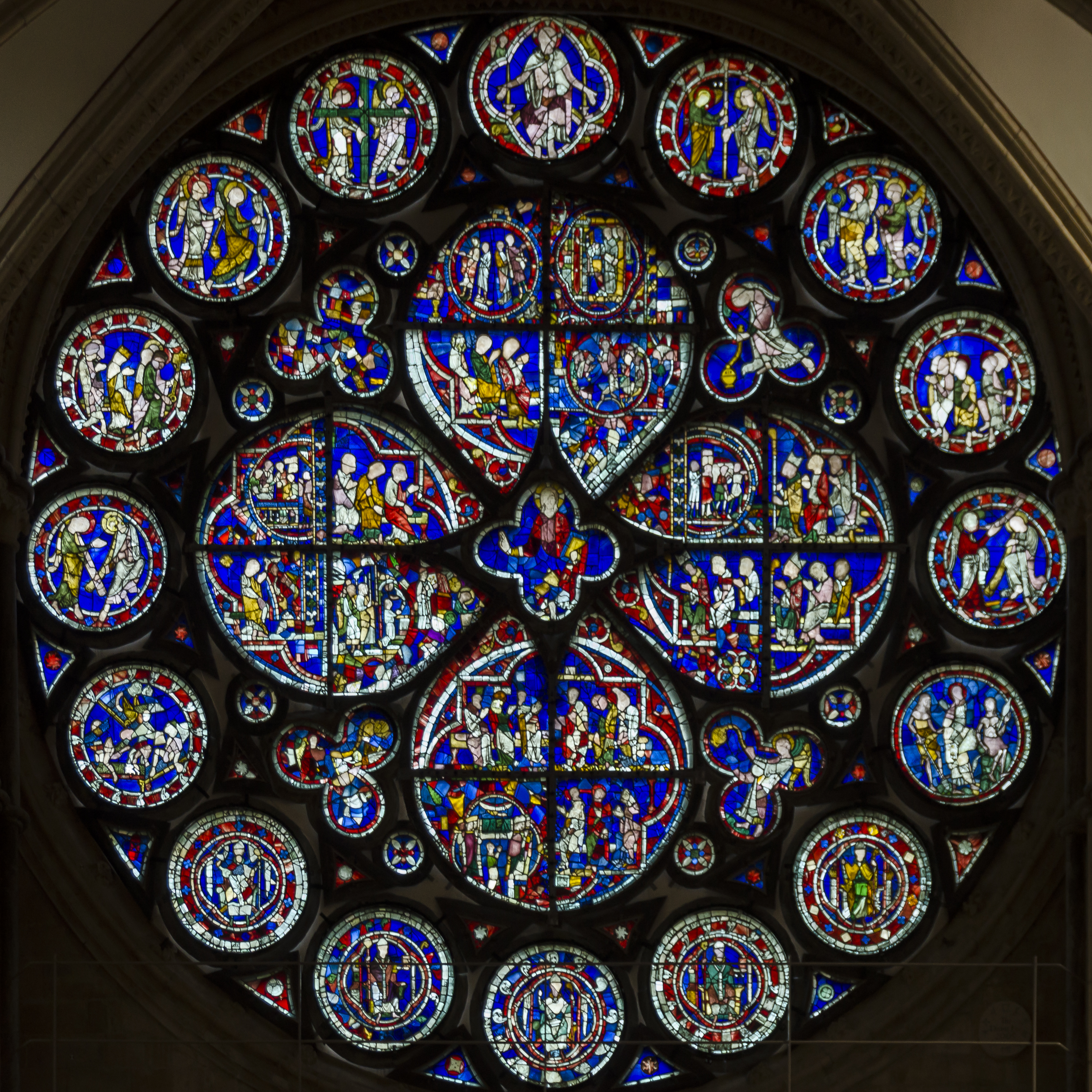
Око Настоятеля, редкий в Англии образец окна-розы, Линкольнский собор (1220–1235)
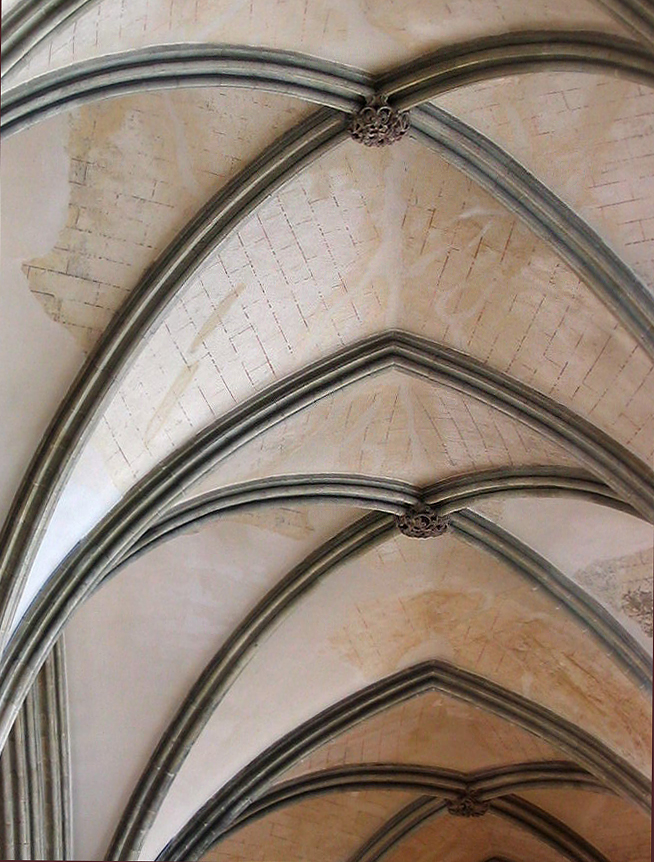
Ранние четырёхчастные нервюрные своды в Солсбери с простыми резными замковыми камнями в вершине секции (1220–1258)
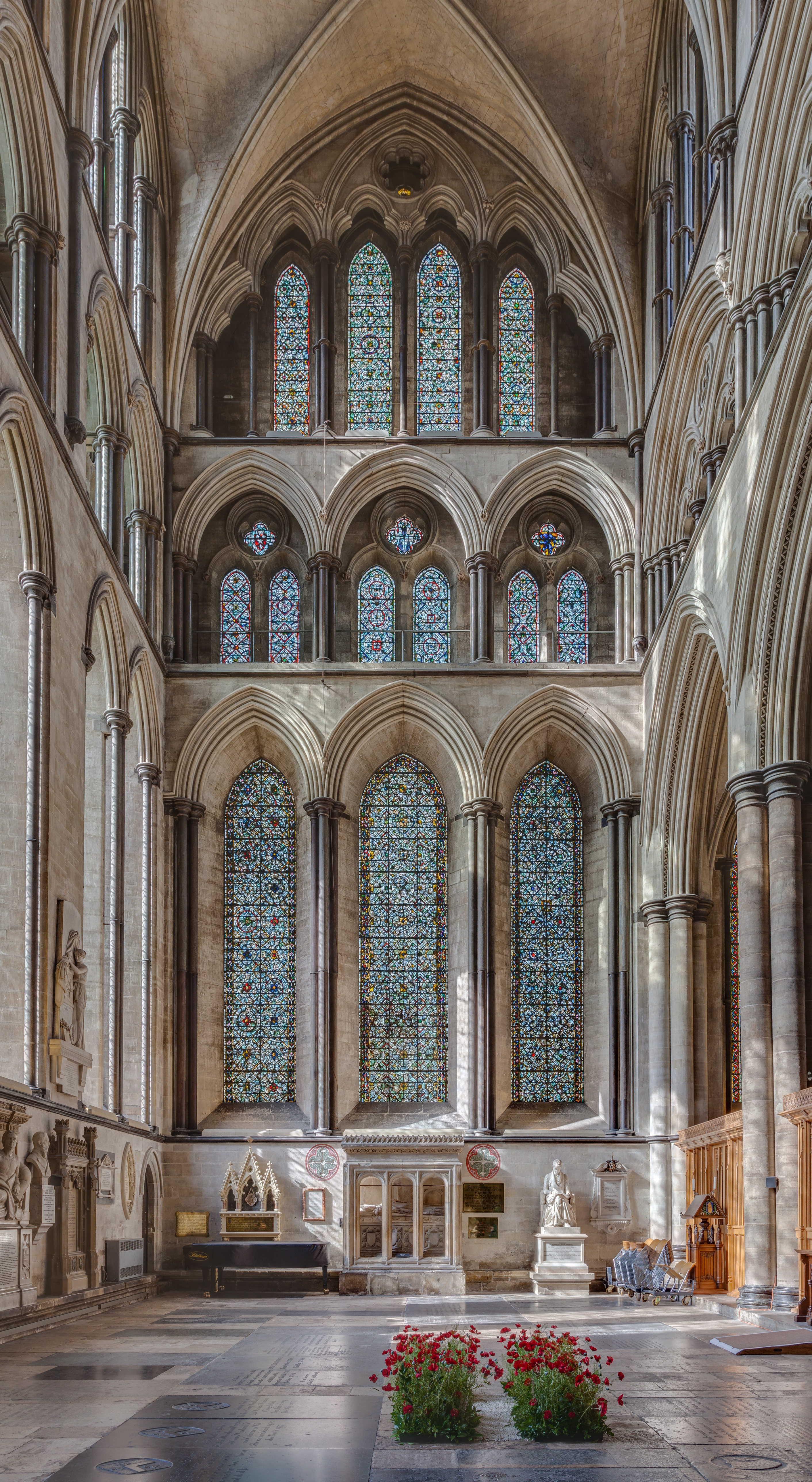
Ланцетовидные окна северного трансепта в Солсбери (1220–1258)

- В вертикальном разрезе неф церкви в раннеанглийском стиле делится на три яруса: окна, сквозь которые под своды проникает солнечный свет, глухой трифорий и нижняя аркада.
- Наиболее характерный элемент раннеанглийской готики — стрельчатая, она же ланцетовидная, арка в конструкции нервюрных сводов. Постепенно она проникает и в другие аркады, включая завершения окон, придавая нефу законченное стилистическое единство. Первым нефом с исключительно стрельчатыми арками был Уэлский собор (1175—1260), и это нововведение быстро распространялось[15].
- Ранние нервюрные своды обычно четырёхчастные, то есть состоящие из четырёх распалубок на шести арках, четырёх щековых и двух диагональных, причём соседние секции свода делят одну щековую арку. Арки-нервюры передают вес через трифорий на столбы нижней аркады[16].
- Узкие и высокие ланцетовидные окна дали раннеанглийскому стилю второе название «ланцетный», они часто группируются попарно или по три, разделяются на три яруса, отвечающие ярусам нефа. В торцевой стене северного трансепта Йоркского собора находятся знаменитые «Пять Сестёр» — группа из пяти ланцетовидных окон высотой более 16 метров каждое, в которых сохраняются оригинальные гризайлевые витражи XIII века.
- Витражи начинают применяться в окнах верхнего яруса нефа, трансета и особенно западного фасада. Окна обычно расчленяют каменным переплётом на прихотливый узор, какой можно видеть, например, в Линкольнском соборе (1220).
- Окна-розы для Англии нехарактерны, но в Линкольнском соборе имеется два примечательных образца, один из которых — Окно (или Око) Настоятеля в северном трансепте (1220—1235). Орнамент его состоит из вписанных друг в друга окружностей. Основная тема этой розы — второе пришествие и страшный суд, отдельные витражи изображают похороны святого Хью, основателя собора, и успение богородицы[17].
- Скульптура. В отличие от суровой наготы Норманских церквей, готика развивает скульптурное убранство, орнаменты и профилировку. Аркады и трифорий украшаются «собачьим зубом», каспами, кругами, трилистниками, четырёхлистниками и другими растительными мотивами. Характерны растительные орнаменты на капителях, антрвольтах, замковых камнях сводов[10].
- Готический устой, в отличие от массивного романского, расчленяется на пучок сравнительно тонких колонок, которые являются как бы продолжением нервюр сводов, и окружают центральное ядро устоя. Часто колонки делались из полированного тёмного пурбекского мрамора. Для английской готики характерно весьма глубокое расчленение устоя и глубокая его профилировка, обилие канавок и валиков, орнамент «собачий зуб» и круглые абаки на капителях колонок[10].

### Образцы ранней готики
- Линкольнский собор (1185—1311)
- Неф и трансепт собора в Солсбери, кроме башни (1220—1258)
- Трансепт Вестминстерского аббатства
- Аббатство Уитби (сохранилось в руинах)
- Аббатство Риво (англ. Rievaulx Abbey) (сохранилось в руинах)
- Галилейский Портик собора Или
- Неф и трансепт Уэлского собора (1225—1240)
- Западный фасад собора в Питерборо
- Южный трансепт Йоркского собора

## Украшенная готика

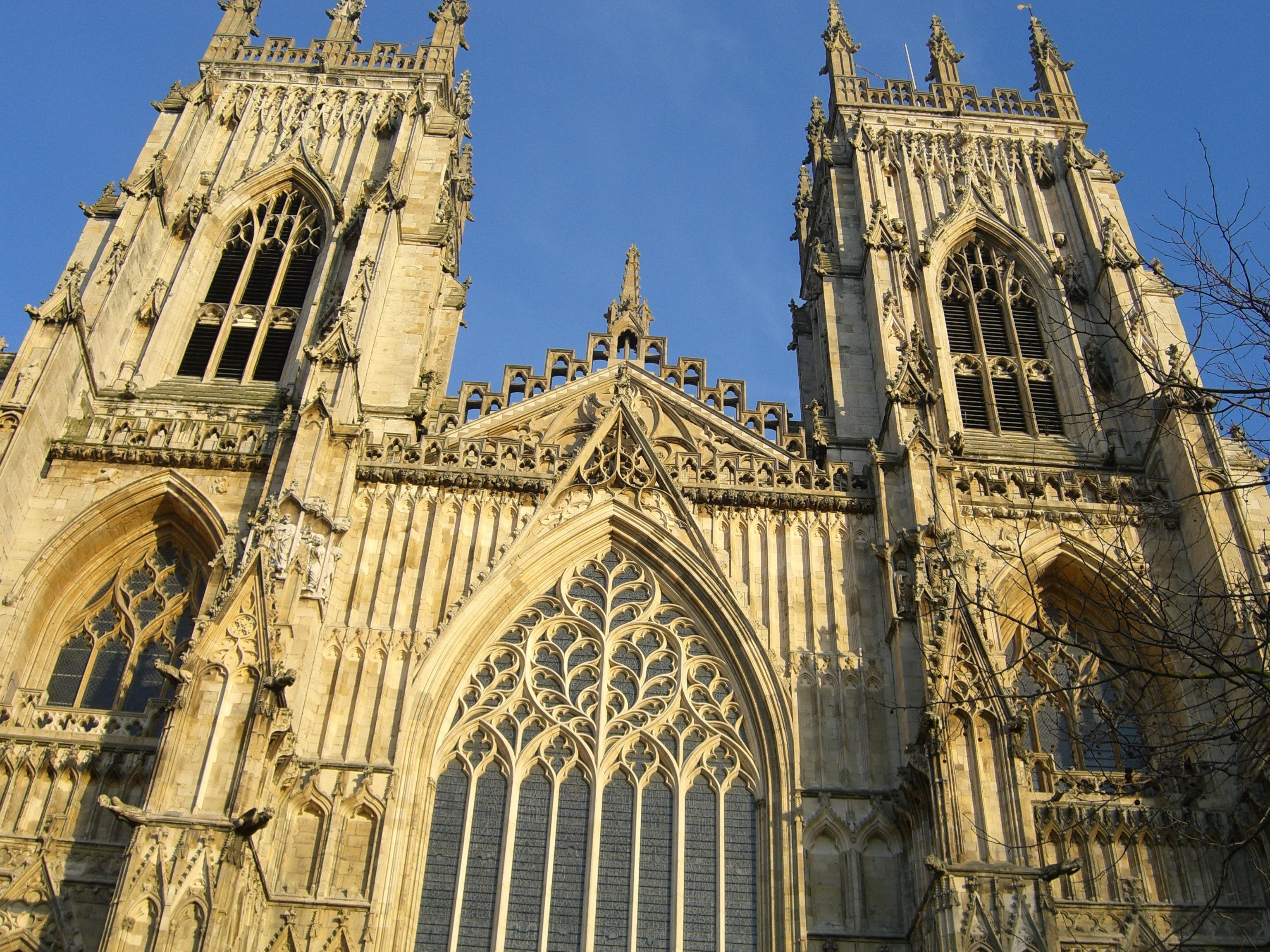
Западный фасад Йоркского собора (1338), окно «Сердце Йоркшира»
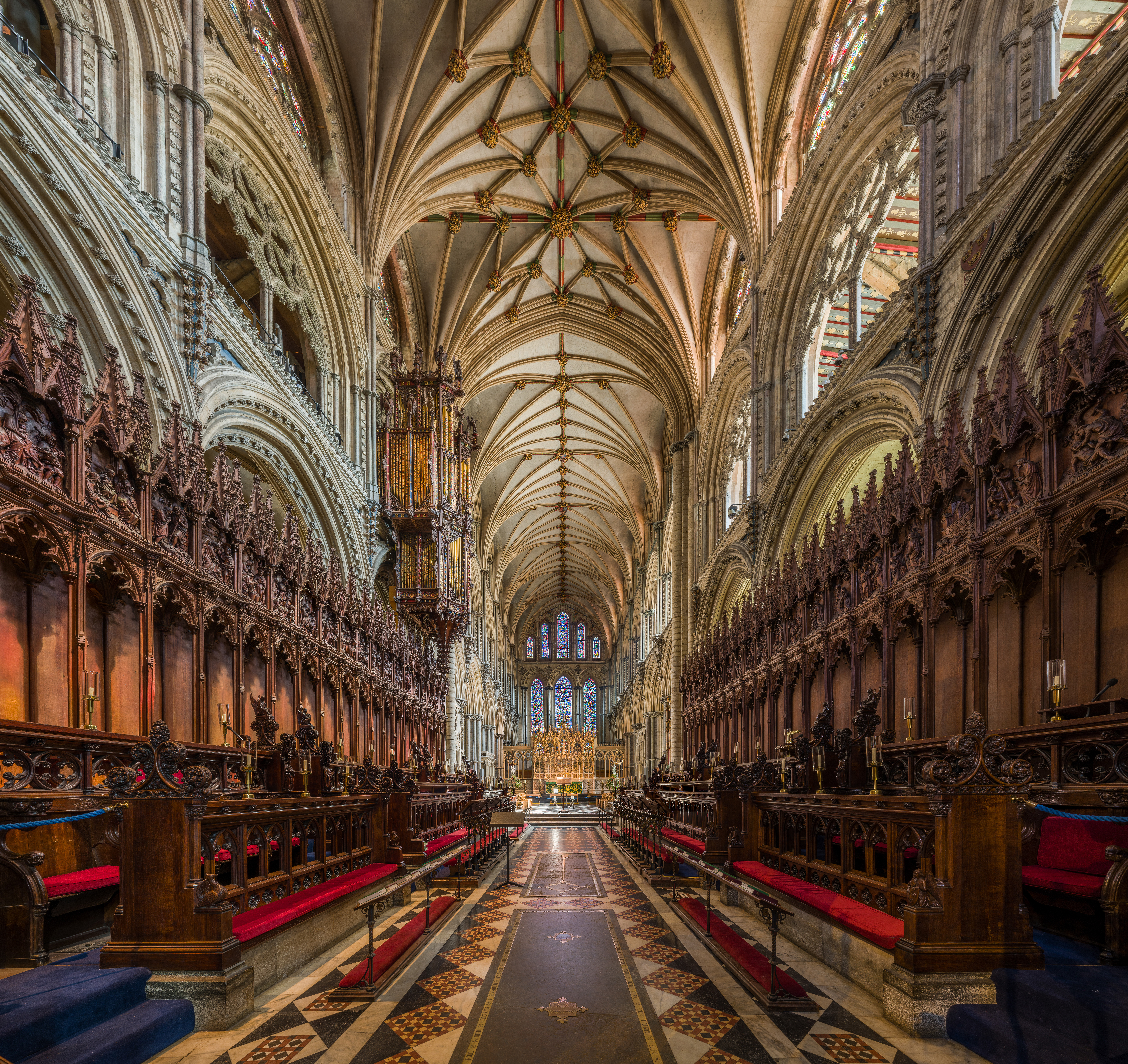
Хоры собора Или, перестроенные в декоративном стиле после 1321
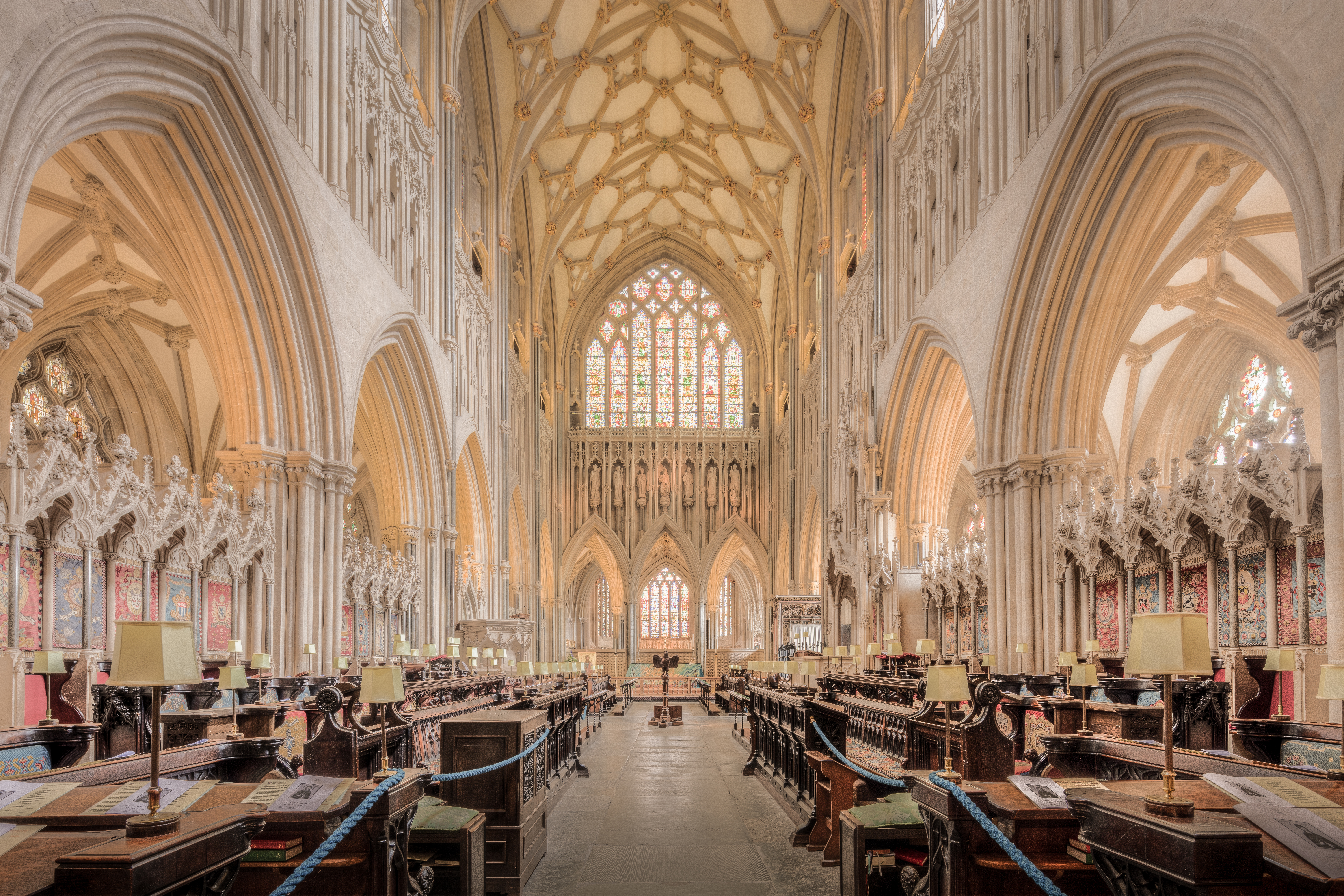
Хоры Уэлского собора
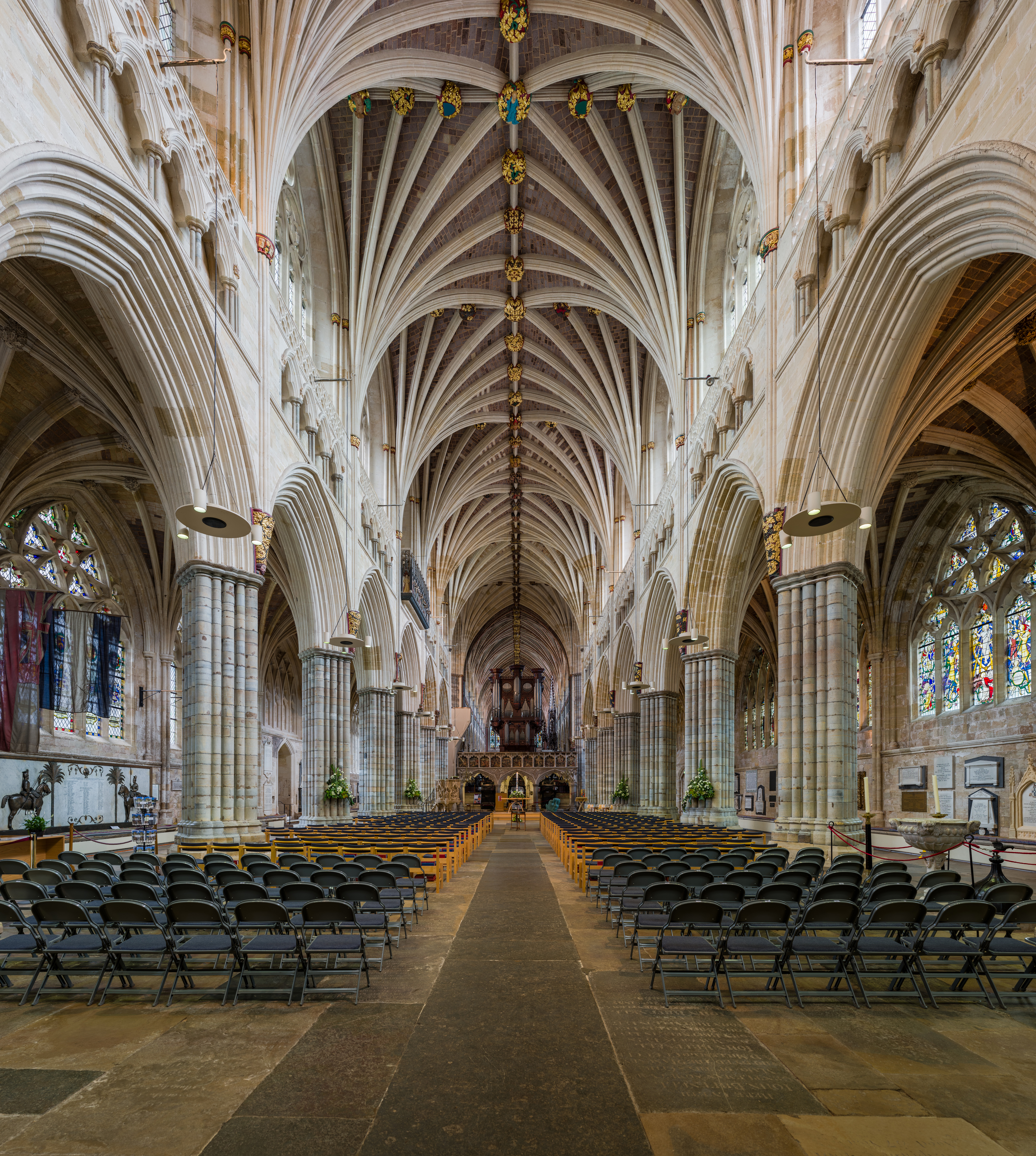
Неф Эксетерского собора (1328–69)

Украшенным или декоративным второй период английской готики (конец XIII—конец XIV веков) называют потому, что количество орнамента и декоративных элементов в нём лавинообразно нарастает, поверхностью для украшения становится каждый квадратный метр интерьера и фасада. Отчасти это объясняется влиянием французского лучистого стиля, отчасти — растущим богатством заказчиков.
Иногда этот период разделяют на два меньших, по основному мотиву орнаментов: геометрический стиль (от 1245—50 до 1315—1360), чьи орнаменты состоят из отрезков прямых и дуг окружности, и криволинейный (от 1290—1315 до 1350—1360).
Добавления в декоративном стиле встречаются в более ранних постройках, один из самых ярких примеров в соборе Уэлса: архитектор Томас Уитни (англ. Thomas Witney) построил башню над средокрестием в 1315—1322 годах в украшенном стиле, а вскоре Уильям Джой (William Joy), прибавил к ней новые арки для укрепления конструкции и присоединил капеллу Девы Марии к хорам. В 1329—45 годах он же воздвиг уникальную двойную арку в украшенном стиле.

### Особенности

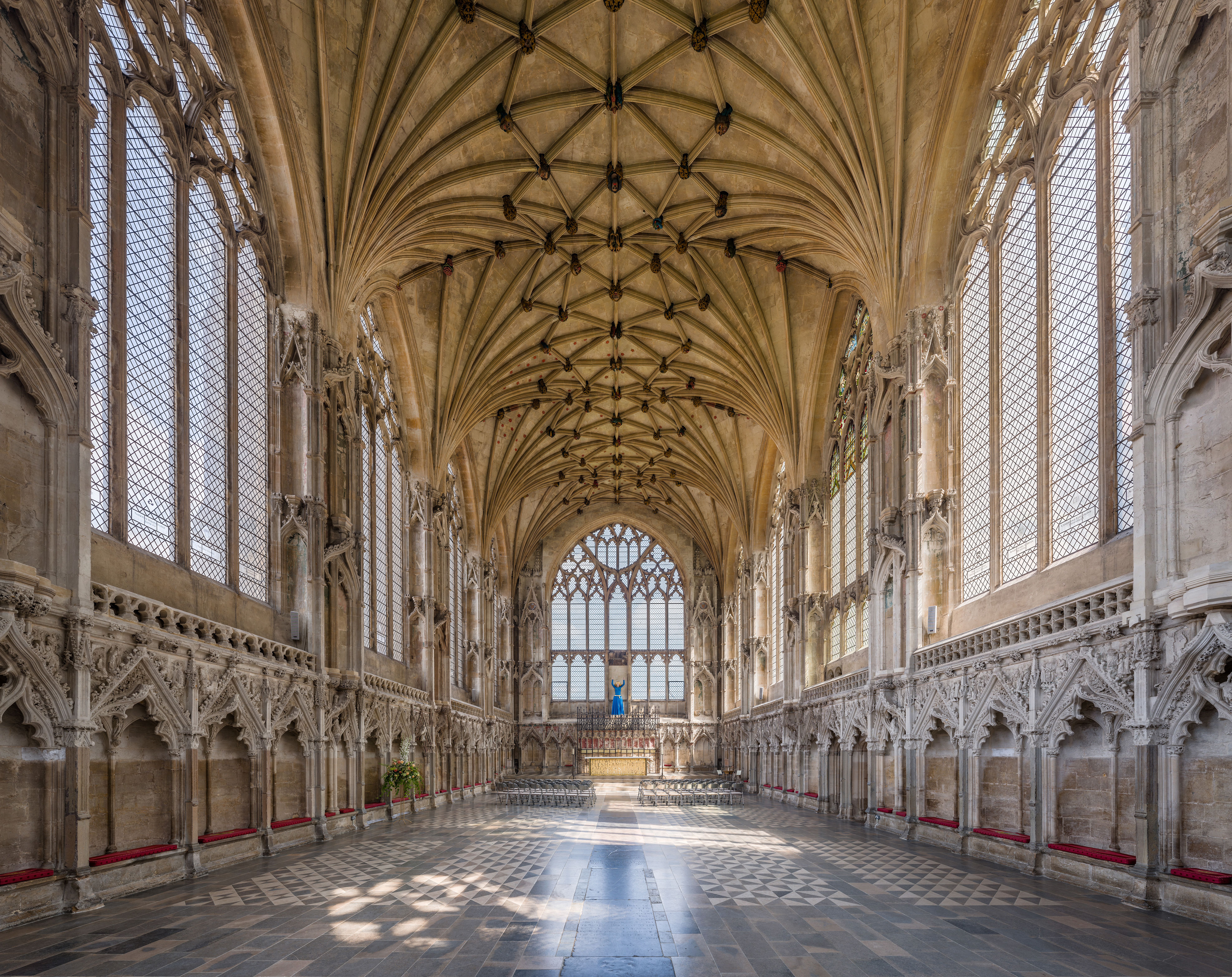
Свод с лиернами, капелла Девы Марии в Или (1321—1351)
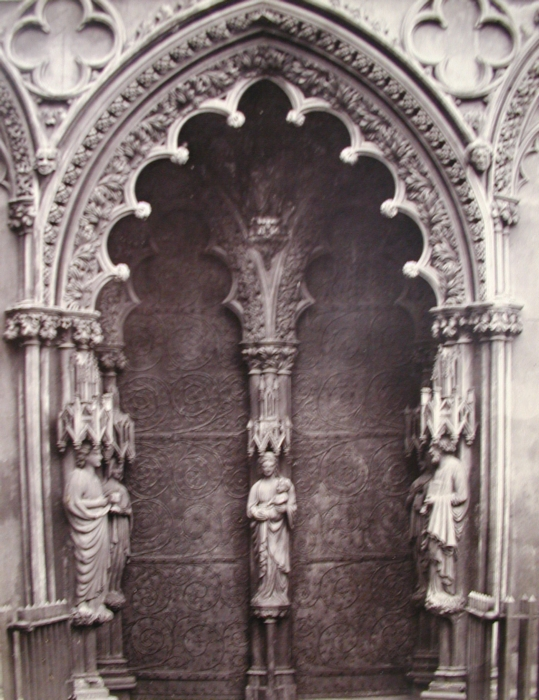
Украшения в восточном портике Личфилдского собора (1195—1340)
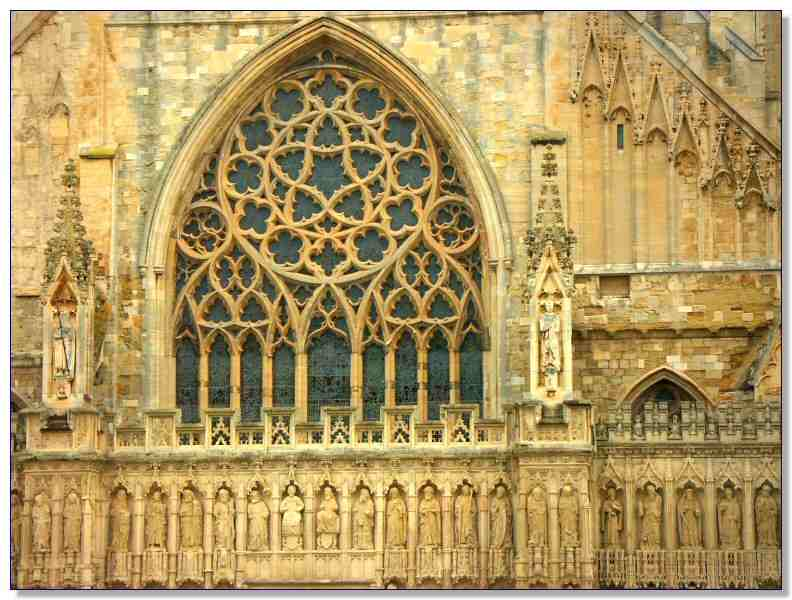
Эксетерский собор (1258—1400)
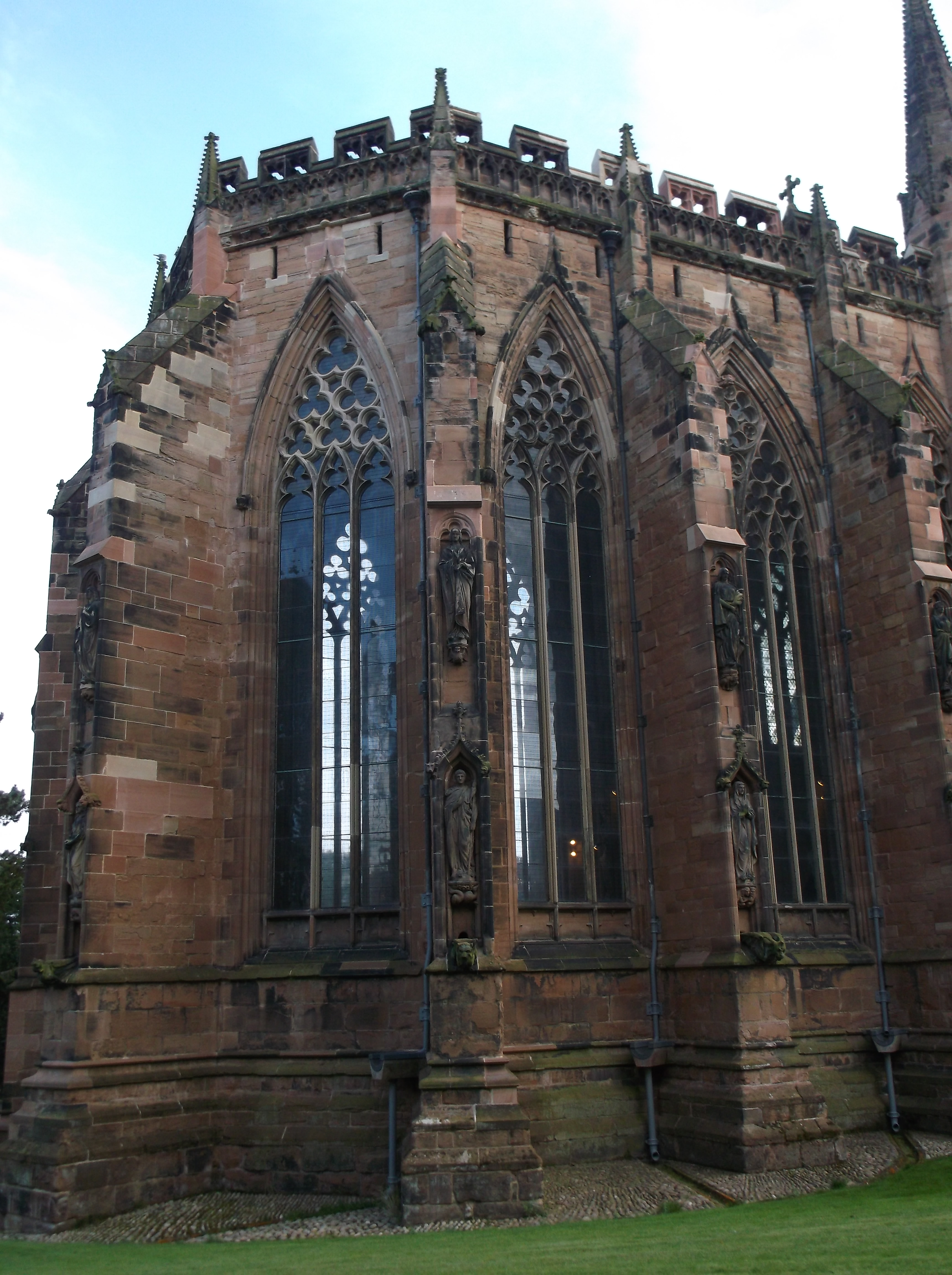
Ранние контрфорсы с пинаклями. Личфилдский собор (1195—1340)
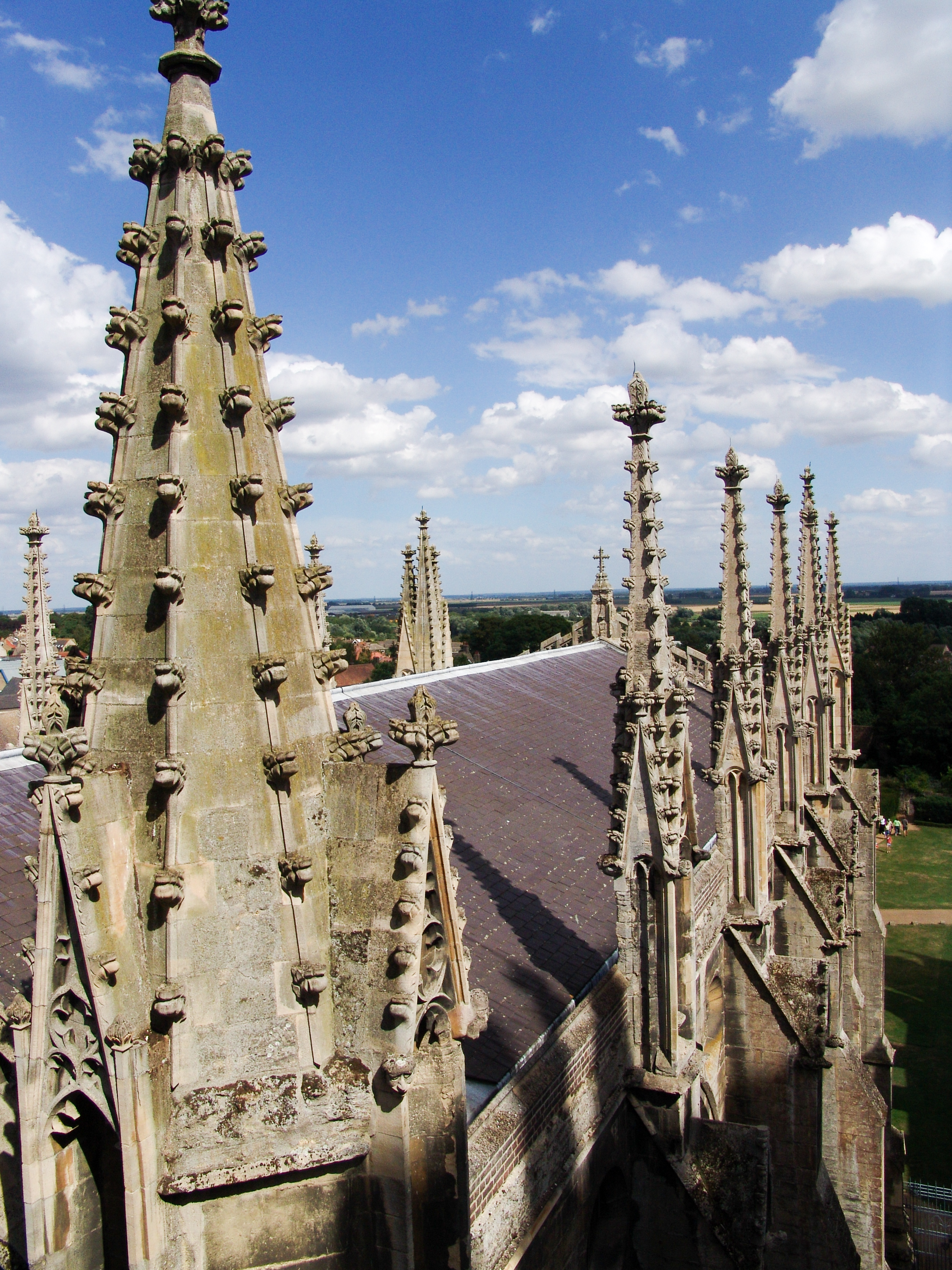
Пинакли собора Или (1321—1351)
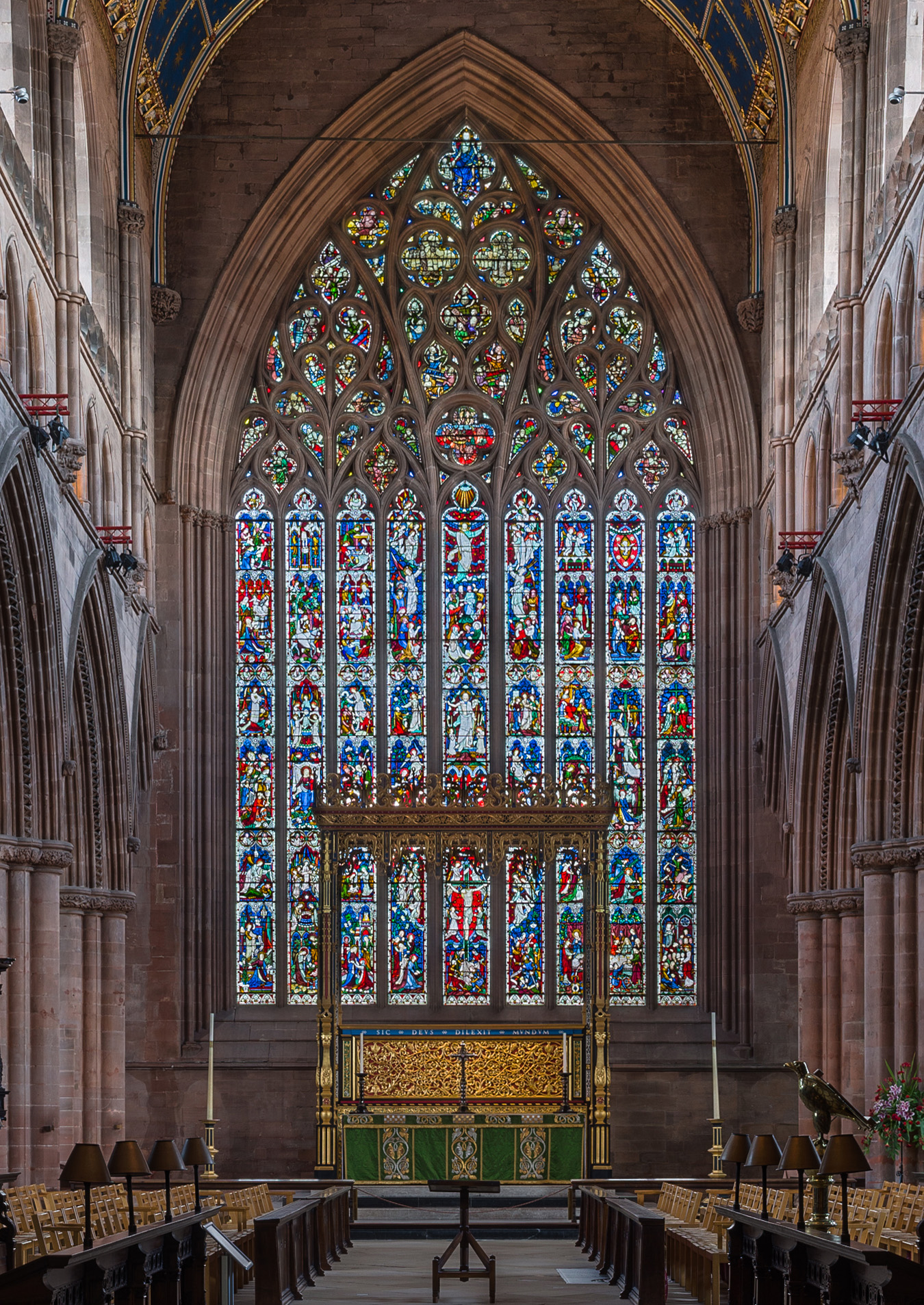
Восточное окно Карлайлского собора в криволинейном стиле (ок. 1350)
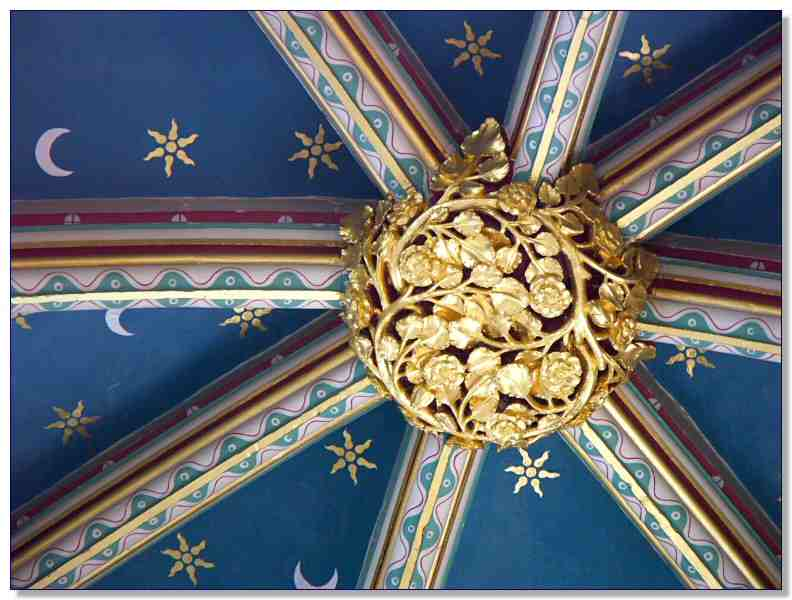
Замок свода с растительным орнаментом в Эксетерском соборе (1258—1400)

- Своды с лиернами. Раннеанглийская готика довольствовалась немногими нервюрами в своде, каждая из которых продолжалась своей колонкой в устое, и выполняла присущую ей конструктивную роль в восприятии нагрузок. Декоративная готика добавляет к ним дополнительные профилировки чисто декоративного значения, создавая на сводах сложные геометрические узоры. среди достойных внимания лиерновых сводов — Или и Глостерский собор[16].
- Контрфорсы получают дальнейшее развитие, а стены, наоборот, облегчаются, окна увеличиваются в размерах. Контрфорсы нагружают пинаклями.
- Веерные своды. Являются особенностью позднего декоративного стиля. в отличие от сводов с лиернами, не имеют уже ни одной настоящей нервюры, все профилировки на потолке ложные, носят исключительно декоративный характер. Потолок образуется половинами конусов. Самый ранний образец, датируемый 1373 годом, в клуатрах Глостерского собора, стал известен благодаря фильмам о Гарри Поттере[16].
- Оконные переплёты с прихотливым узором являются важной характеристикой декоративной готики. Обычно окна разбиваются частоколом вертикальных колонок, доходящих до уровня пят завершающей окно арки, где колонки разветвляются и переплетаются в орнаменте из трилистников и четырёхлистников. Вначале этот орнамент был геометричным, затем составлялся изогнутыми линиями. Криволинейный период начался в первой четверти XIV века и продлился около полувека[20]. Важными образцами криволинейного стиля являются Восточное окно Карлайлского собора (около 1350) и Западное окно Йоркского (1338—39)[21].
- Скульптура декоративного периода стала также более изысканной. Боллфлауэры и четырёхлистники заменяют «собачий зуб» ранней готики. Листья на капителях выполняются менее строго. Новым видом отделки стен становится мозаичная кладка геометрических паттернов из каменных блоков или кирпичей разного цвета[20].

### Образцы
- западный фасад и Хоры Ангелов Линкольнского собора
- западный фасад Карлайлского собора
- западный фасад Йоркского собора
- западный фасад собора в Личфилде
- Эксетерский собор (1258—1400)
- Галилейский портик, капелла Девы и хоры собора Или (1322—28)
- капелла Девы в аббатстве Мелроуз[англ.], Шотландия[20]

## Перпендикулярная готика

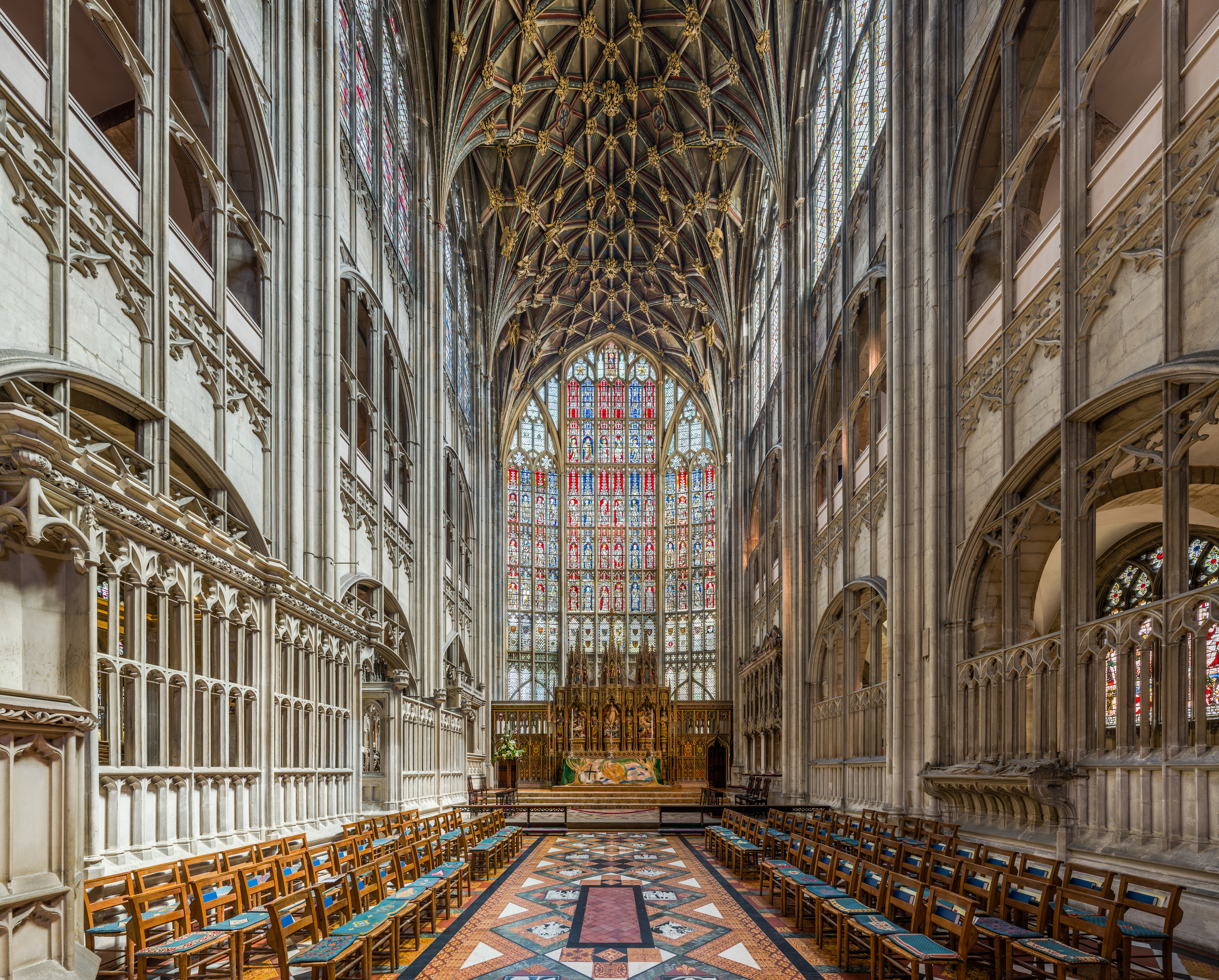
Интерьер Глостерского собора — «клетка» из стекла и камня, сложные переплёты и орнаменты декоративного периода уступили место более простым и прямым линиям
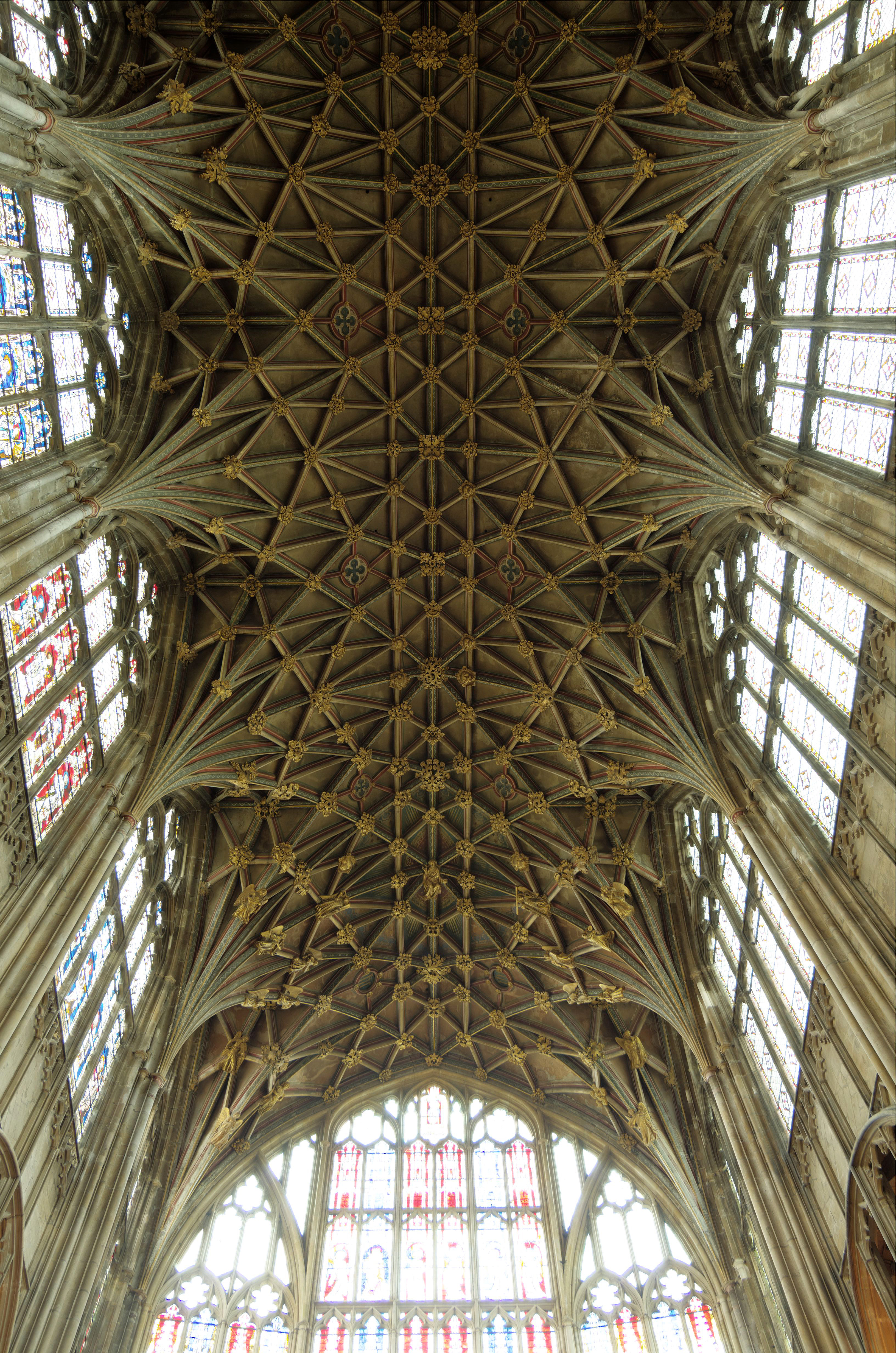
Лиерновый свод Глостерского собора (1351—1377)
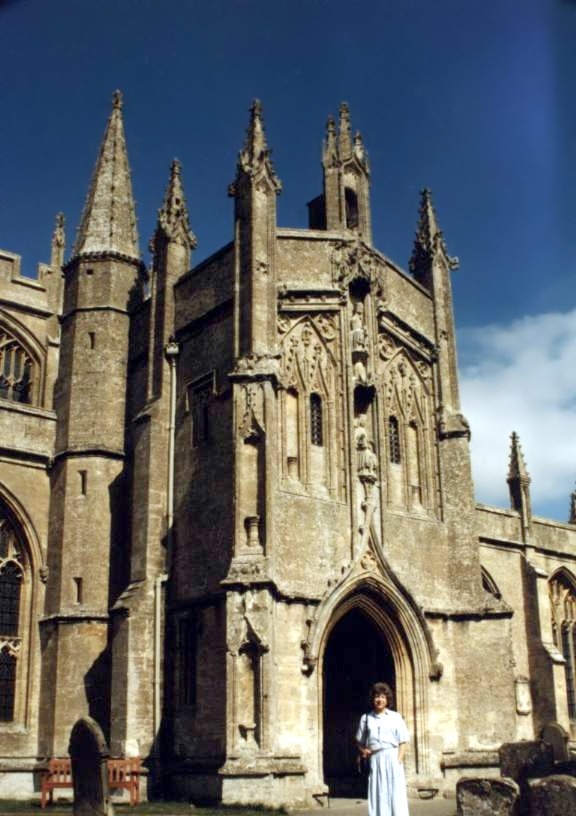
Южный портик в Нортличе, Глостершир, 1480
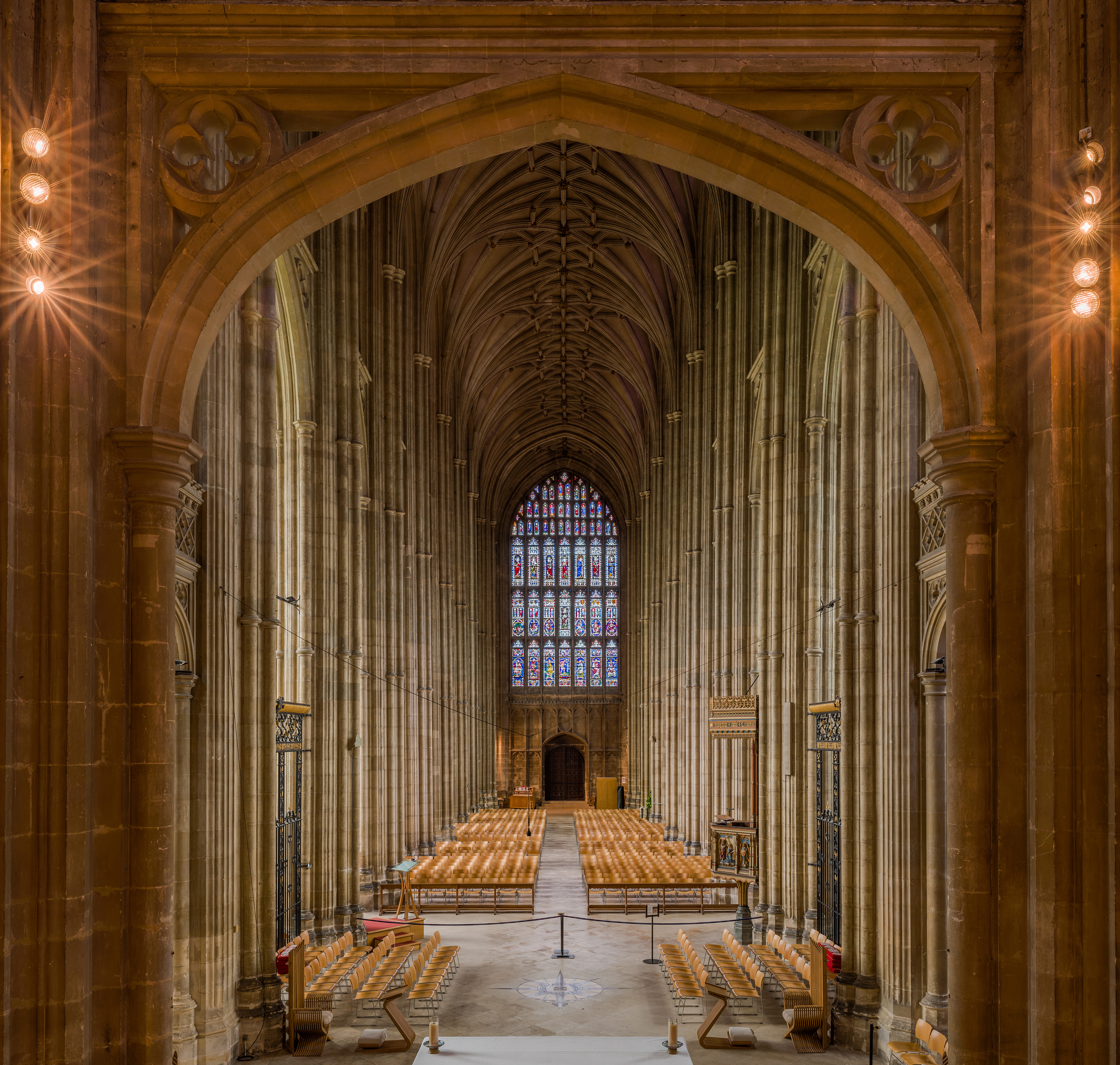
Неф Кентерберийского собора (конец XIV в.) без горизонтального пояса трифория окончательно вытянулся в высоту
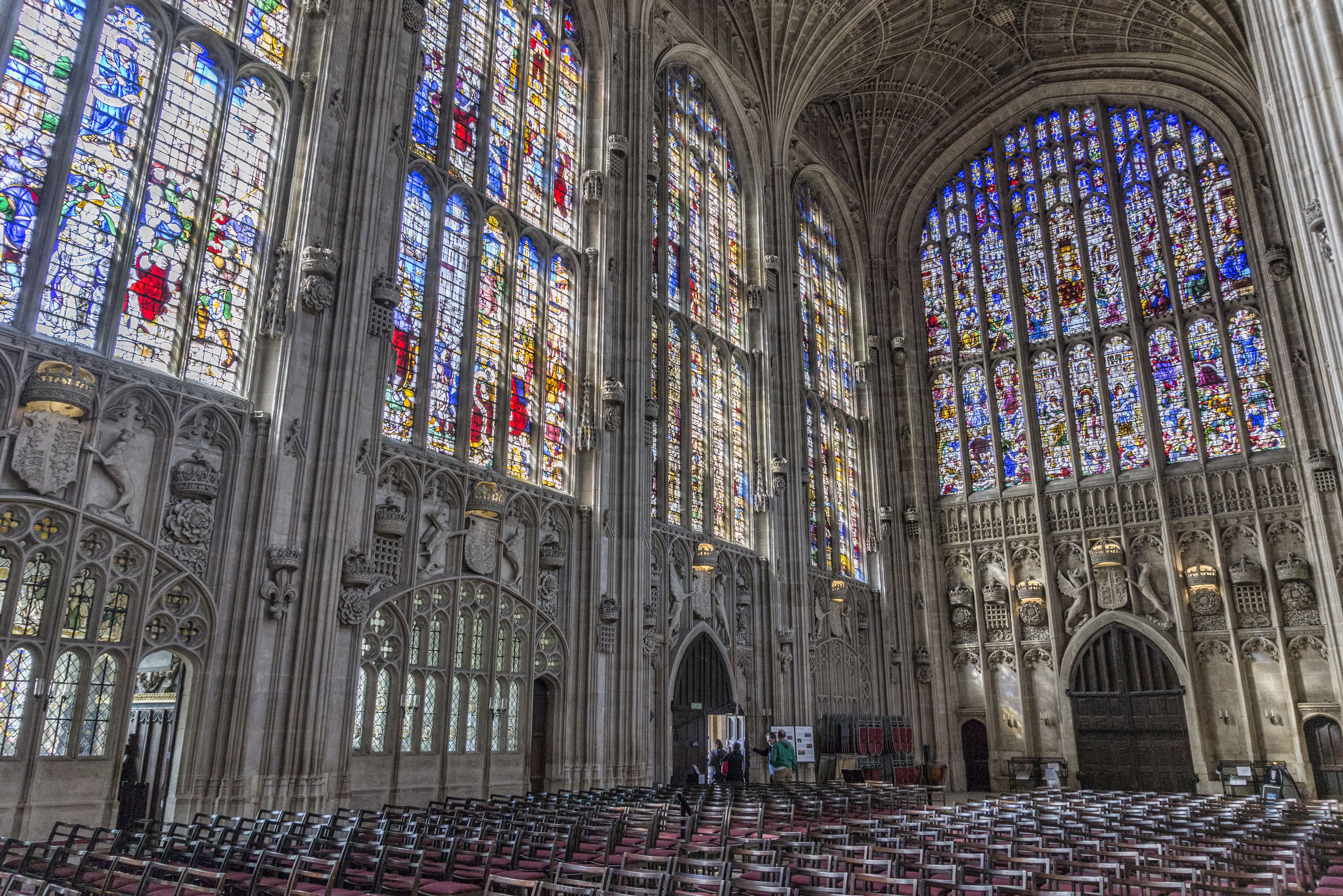
Витражи капеллы Кингз-Колледж, Кембридж (1446—1451), занимающие практически всю стену
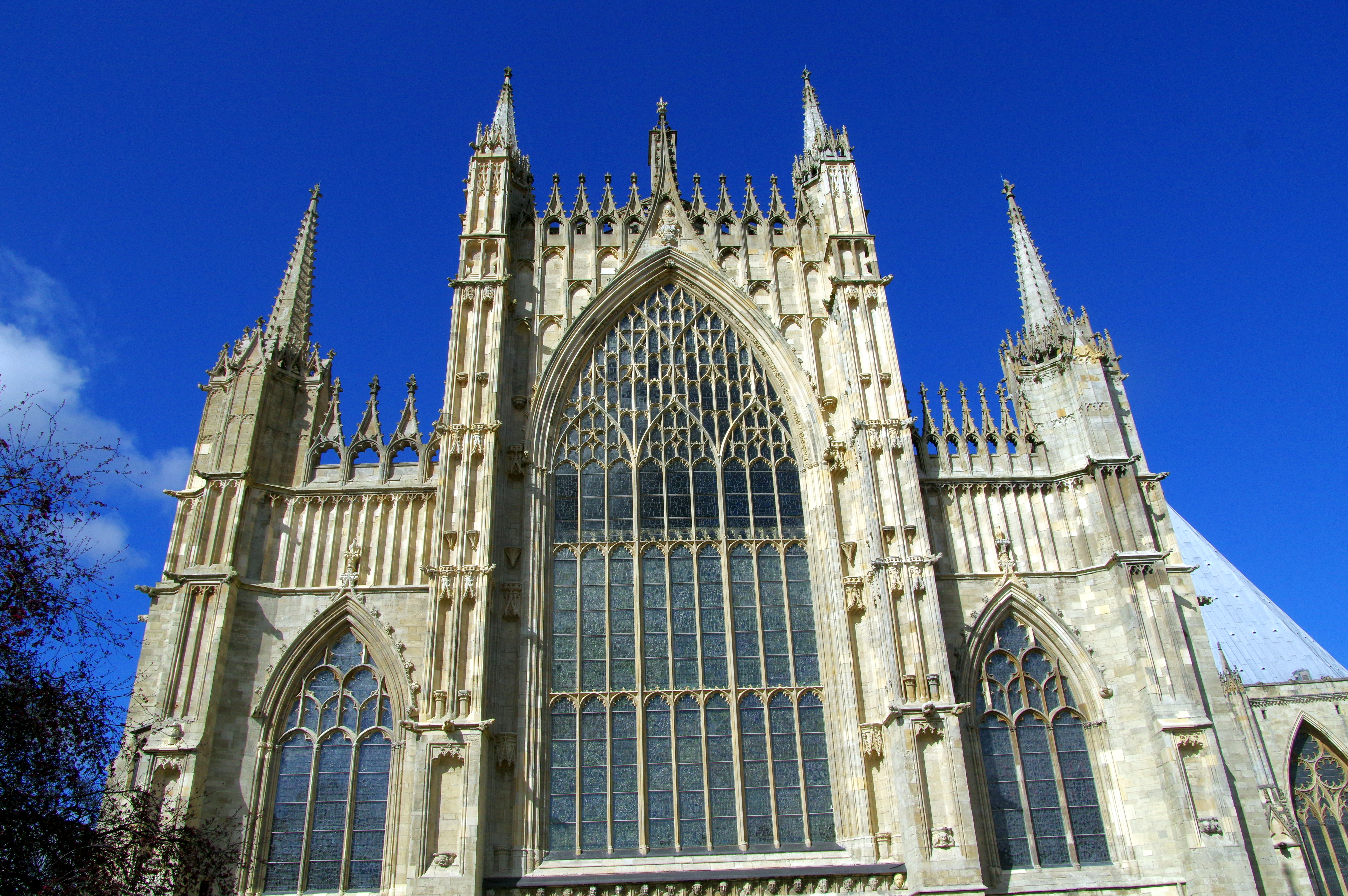
Большое Восточное окно Йоркского собора (1408)
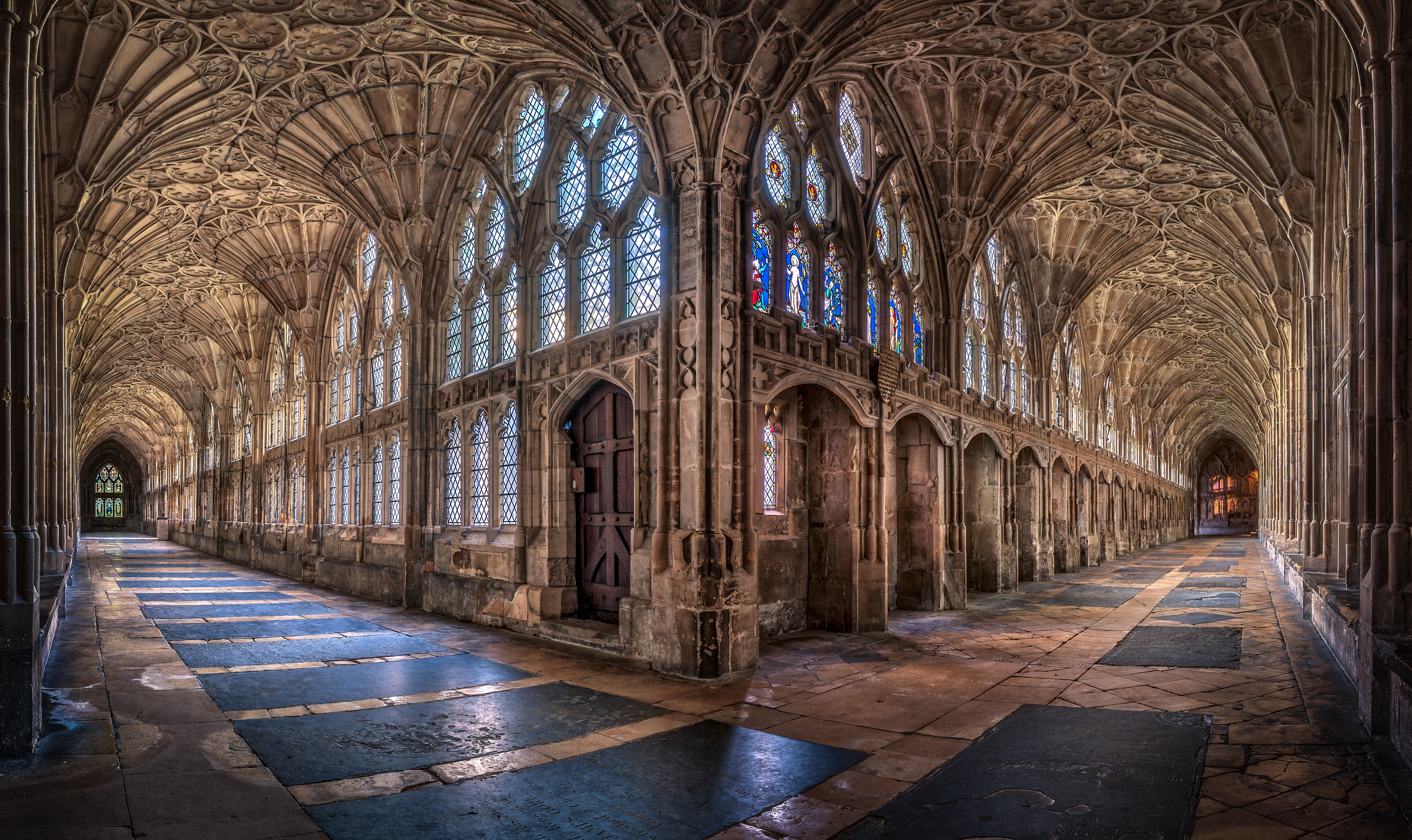
Клуатры Глостерского собора
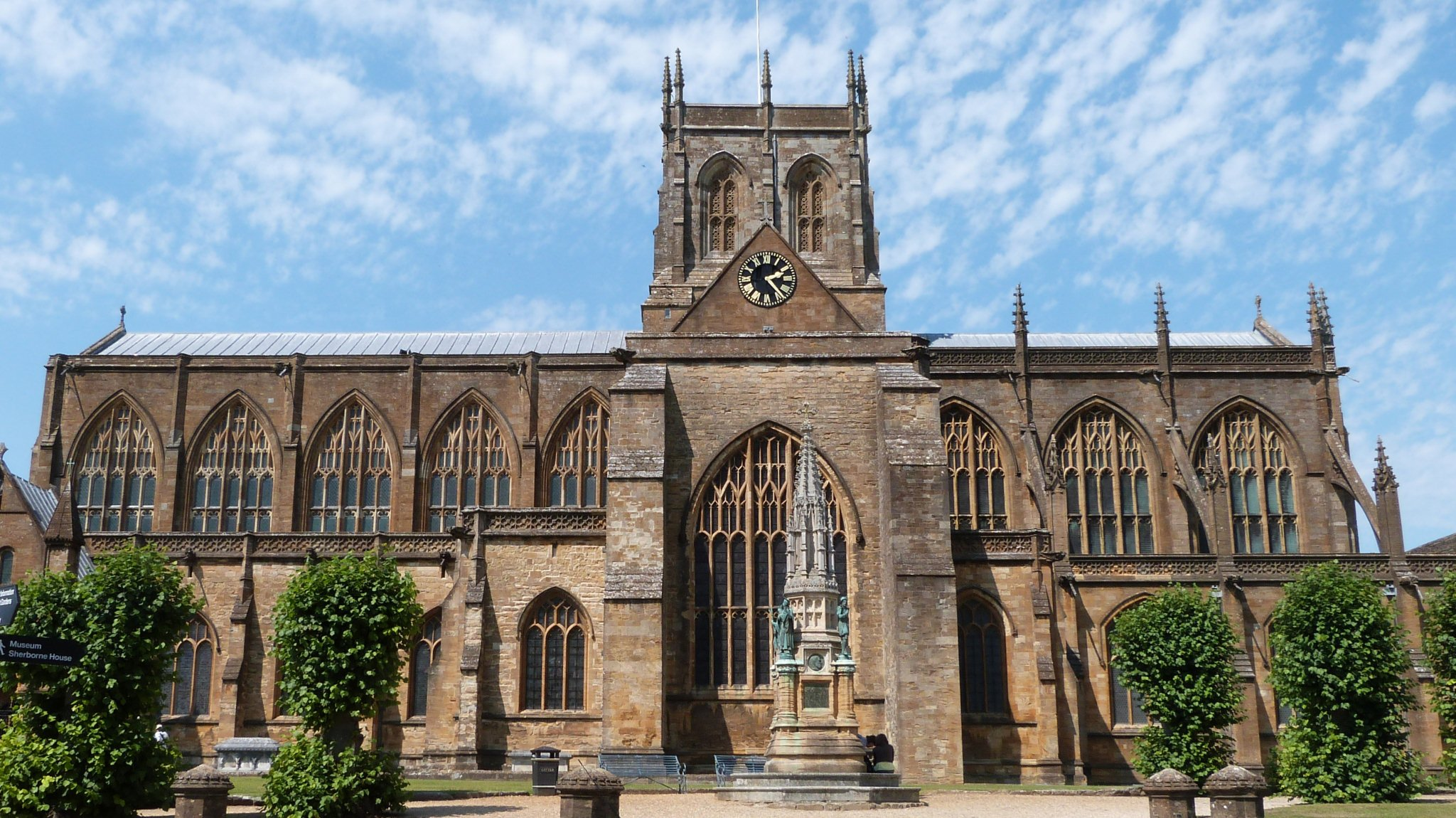
Шерборское аббатство[англ.], Дорсет

Перпендикулярная готика — третий и последний период развития английского готического зодчества (конец XIII—середина XVI веков), основной чертой которого является пристрастие к вертикальным линиям. Также называется вертикальным стилем. Первый образец перпендикулярной готики — капитулярная зала старого лондонского Сен-Пола, выстроенный королевским архитектором Уильямом де Рамси (англ. William de Ramsey) в 1332 году. Другой королевский архитектор, Джон Спонли (англ. John Sponlee), также разрабатывал ранний перпендикулярный стиль, а полного развития он достиг в работах Генри Евеле (англ. Henry Yevele) и Уильяма Уинфорда (англ. William Wynford).
Влияние на стиль оказала общая историческая ситуация того времени, в частности, Чёрная смерть, которая за полтора года от июня 1348 до декабря 1349 унесла треть населения Англии, а, возвратившись в 1361—2 годах взяла ещё пятую часть остатка. Эти трагические события оказали влияние на искусство, обернув его к более серьёзным или мрачным темам.
Постройки стали значительно выше, витражи заняли практически всё площадь стен, от которых остались лишь опорные столбы. Извилистые линии декоративного периода уступают место более сухим геометрическим построениям. Для поддержки вертикальных членений огромных окон вводятся горизонтальные перемычки, и переплёт начинает напоминать прямоугольную решётку. Хорошим примером витражных стен перпендикулярного периода является капелла Королевского Колледжа в Кембридже.
Церкви увенчиваются высокими башнями, как, например, соборы в Йорке, Глостере, Вустере, и церкви св. Ботольфа в Бостоне, св. Эгидия в Рексеме, св. Марии Магдалины в Тонтоне.
Интерьеры перпендикулярного стиля отличаются изысканной столярной работой, например, мизерикордиями (откидными сиденьями) с гротескной резьбой, «poppy heads» (от фр. poupée — кукла) или пучками резных листьев на скамьях, разноцветными цветочными узорами на деревянных панелях.
Перпендикулярный период стал самым долгим периодом развития готики, он продолжался ещё век после того, как готика закончилась на континенте, уступив место архитектуре ренессанса, и к концу его ренессансные мотивы входят в английскую готику. Ренессансная преграда, например, построена в капелле Королевского колледжа Кембриджского университета. В елизаветинский период (1558—1603) появляются и пять классических ордеров, и орнаменты итальянского Возрождения, к примеру, на гробнице Генриха VII в Вестминстерском аббатстве. Стрельчатая арка уступает место римской полуциркульной, каменную кладку заменяет кирпич, и самобытная готика заменяется имитациями греческой и римской архитектуры.

### Особенности

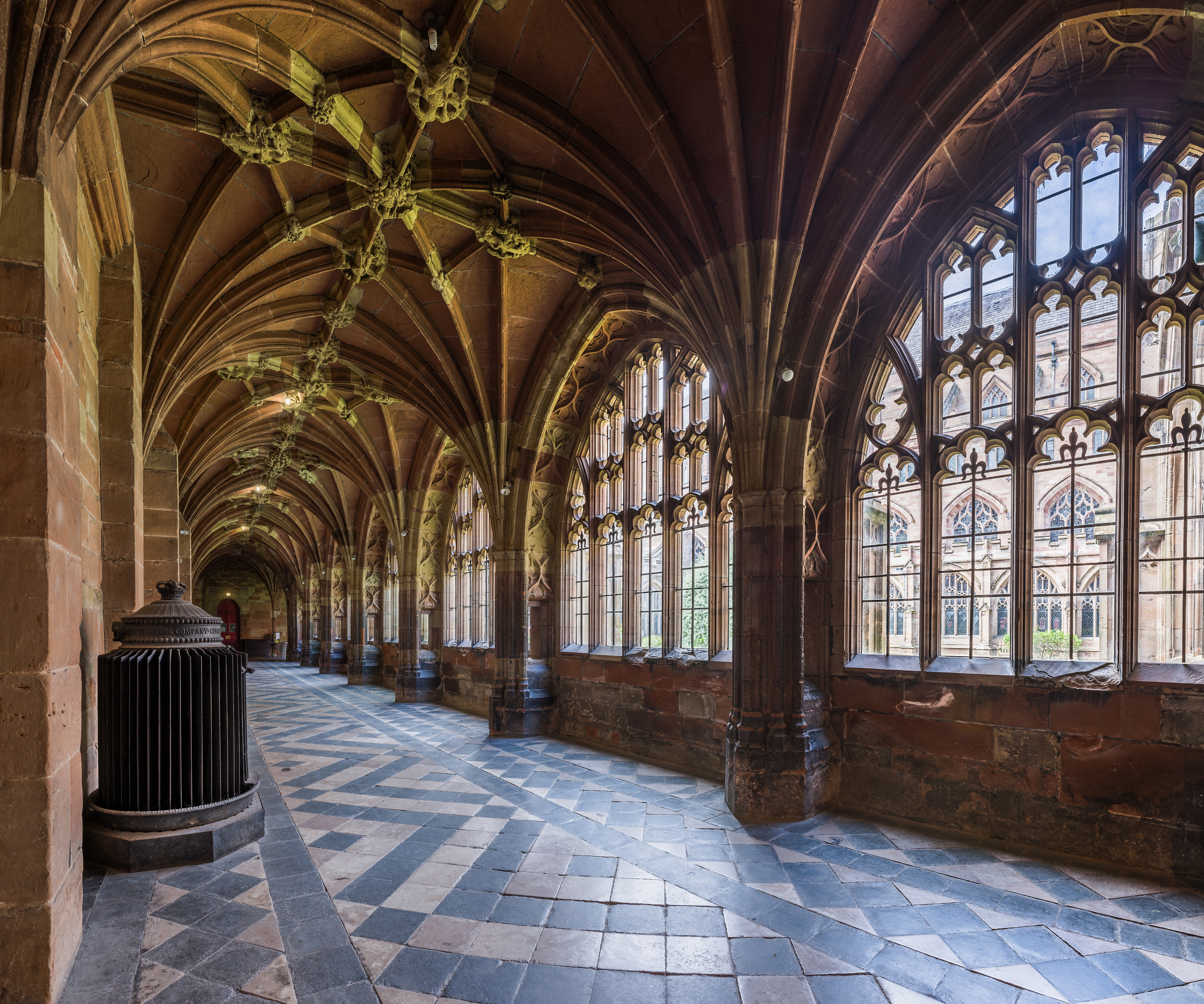
Клуатр Вустерского собора: столбики окон скреплены горизонтальными перемычками (1404—1432)
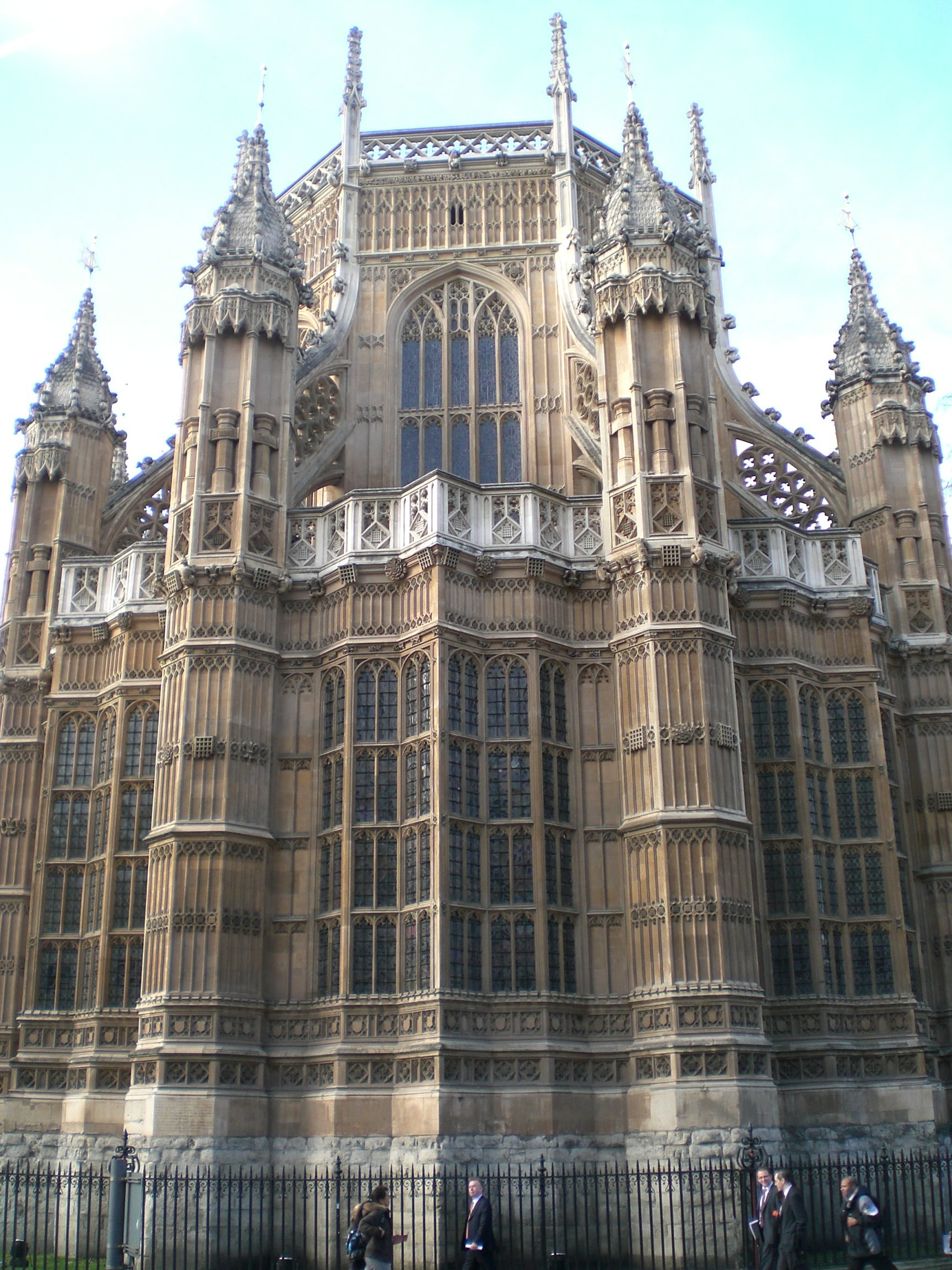
Капелла Генриха VII в Вестминстерском аббатстве (завершена в 1519)
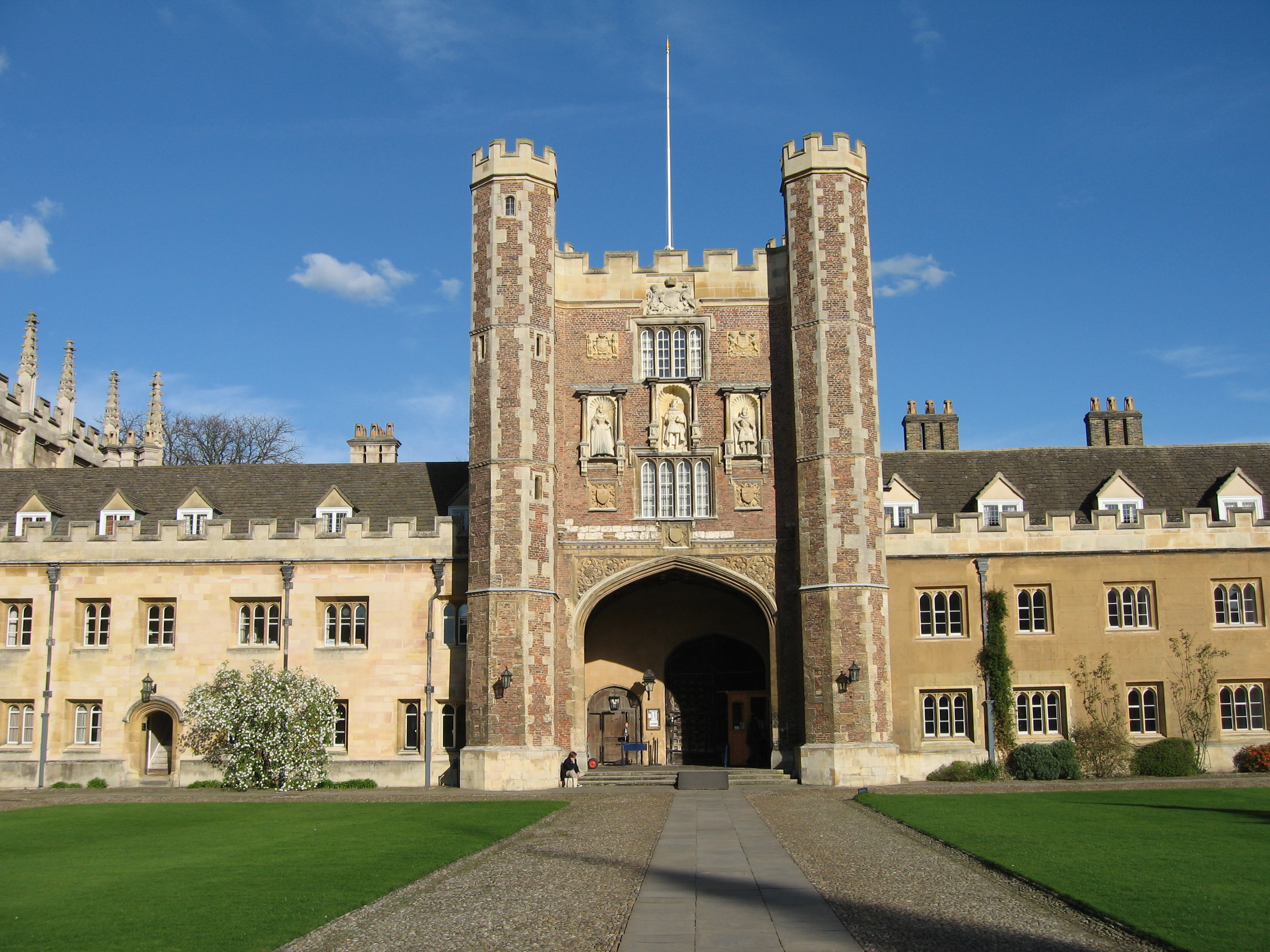
Большие ворота Тринти-колледжа Кембриджского университета, пример арки Тюдоров

- Башни играют важную роль в перпендикулярный период, хотя шпилями они увенчиваются реже, чем раньше. Широко известны башни соборов в Йорке, Глостере и Вустере, меньше — башни других небольших церквей. Башни часто украшают декоративными крепостными зубцами.
- Окна становятся очень большими, с более тонкими столбиками, отчего появляется дополнительный простор для витражей. Столбики и перекладины образуют прямоугольную решётку.
- Пониженная четырёхцентровая стрельчатая арка — т. н. арка Тюдоров — является характерной особенностью исключительно английской готики перпендикулярного стиля. Также используется арка профиля «гусёк».
- Контрфорсы и поверхности стен делятся на вертикальные панели[26].
- Двери часто перекрываются прямой перемычкой поверх архивольтов, антрвольты заполняются четырёхлистниками или другим орнаментом[26].
- Трифорий пропадает из интерьера нефа либо заменяется филёнками, наибольший акцент делается на поясе окон. Профилировка в перпендикулярной готике становится не такой острой, характерно использование крупных эллиптических выемок[26].
- Кремень используется как декоративный камень в архитектуре Южной Англии и в деревянных церквях восточной Англии.

### Образцы
- капелла Королевского колледжа Кембриджского университета (1446—1515)[29]
- капелла Итонского колледжа (1448—1482)[30]
- башня XV века Нового колледжа Оксфордского университета
- Divinity School, Oxford[англ.] (1427—83)
- Коллегиальная церковь святой Марии в Уорвике (англ. Beauchamp Chapel, Warwick) (1381-91)
- хоры и башня Йоркского собора (1389—1407)
- заново отделанные нефы Винчестерского собора (1399—1419)
- трансепт и башня Мертон-колледж Оксфордского университета (1424—50)
- Манчестерский собор (1422)
- центральная башня Глостерского собора (1454—57)
- центральная башня колледжа Магдалины[англ.] Оксфордского университета (1475—80)
- хоры Шерборского аббатства (1475 — ок. 1580)
- церковь Святой Троицы в Таттершелле, Линкольншир (ок. 1490—1500)[31]
- главное здание и капелла Чартерхауской школы (Суррей)
- Батское аббатство (ок. 1501—1537)
- капелла Генриха VII в Вестминстерском аббатстве (1503—1519; реставрировалась в 1860-е с искажениями)
- башни церквей св. Ботольфа в Бостоне[англ.], св. Эгидия в Рексеме[англ.], св. Марии Магдалины в Тонтоне[англ.] (1503—1508).

## Кровли

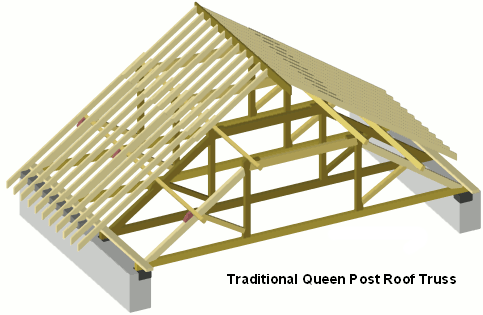
Фермы королевы — с двумя стойками и верхней затяжкой, в отличие от фермы короля с одной стойкой
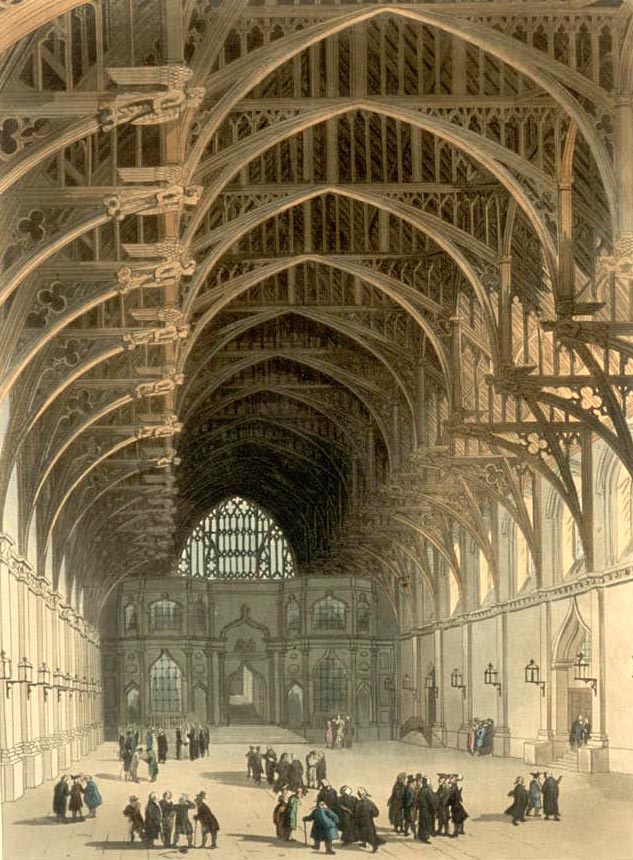
Hammerbeam-кровля Вестминстер-холла (1395)
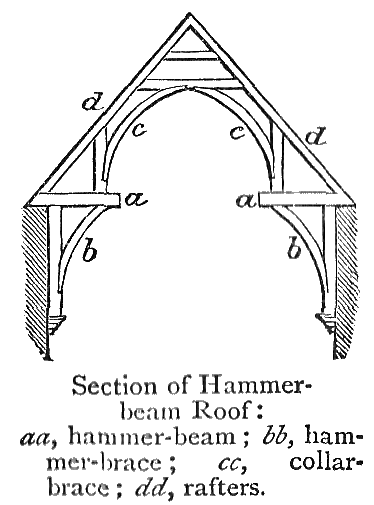
Ферма Hammerbeam-кровли
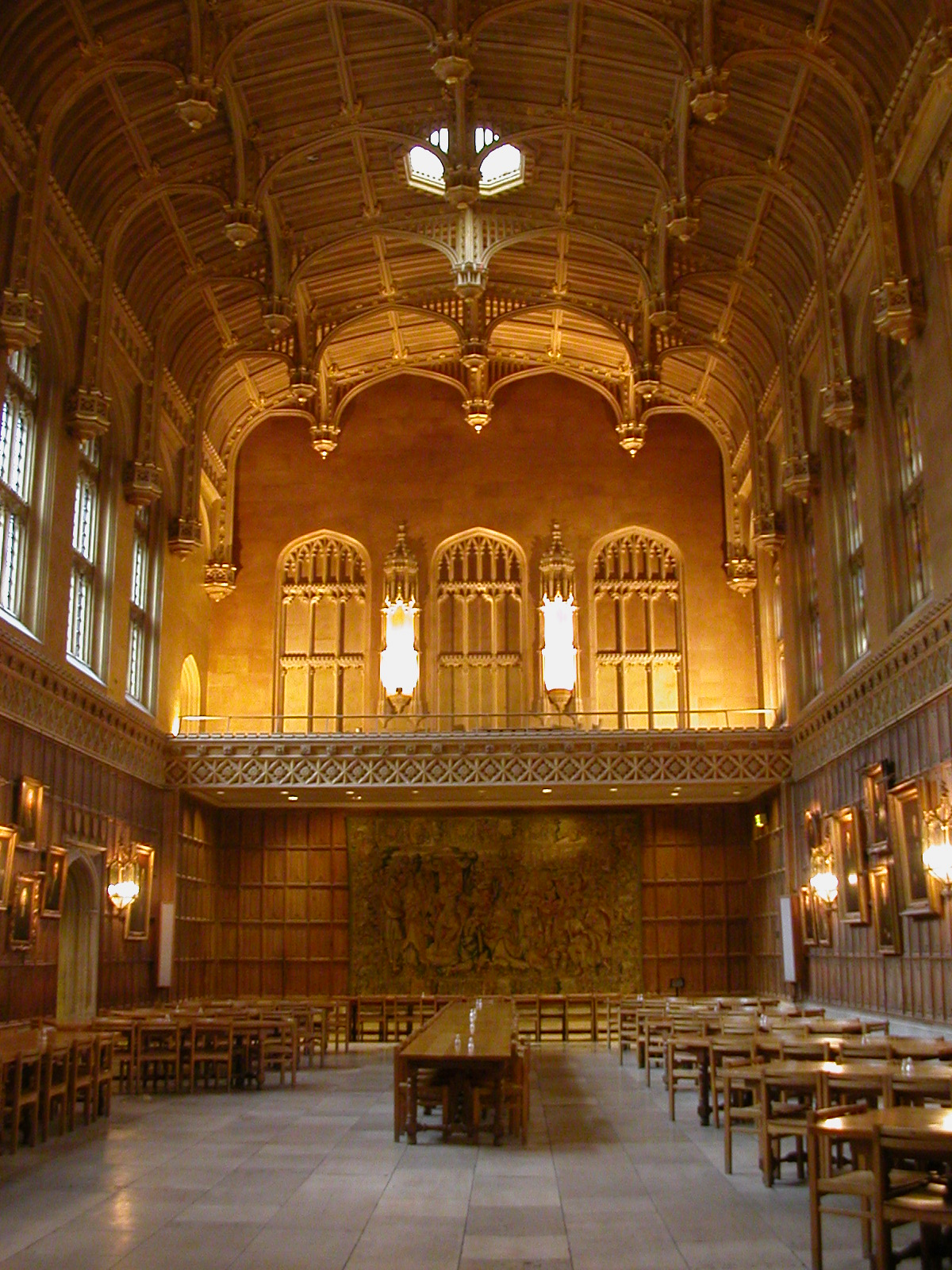
Трапезная Королевского колледжа в Оксфорде, hammerbeam-кровля

Высокие деревянные кровли — отличительная черта как церковной, так и светской английской готики. Задачи их двоякие, как противостоять снежной, дождливой и ветреной английской погоде, так и дополнительно скреплять здание. В нормандской архитектуре обычно уклон кровли составляет 45°, то есть прямой угол в коньке, что гармонирует с полуциркульными арками на фронтоне. Рёберный свод со стрельчатыми арками вызывает к жизни кровли с уклоном 60°, то есть в сечении — равносторонние треугольники. Поздний перпендикулярный стиль в связи с применением пониженной тюдоровской арки уменьшает наклон кровли до 20° и менее. Покрытие обычно черепичное или из свинцовых листов.
Простые готические крыши держатся на длинных стропильных ногах, которые опираются на деревянную балку, заделанную в стене. Позднее стали использоваться т. н. фермы короля и фермы королевы, в которых стропила дополнительно опираются через стойки на горизонтальную балку, которая связывает их нижние концы. Ферма короля содержит одну стойку, опускающуюся из конька крыши, и диагональные подпорки. В ферме королевы используются две подпорки и дополнительная затяжка между стропильными ногами, и такая ферма способна перекрыть пролёт до 12 метров. Оба типа ферм придают крыше большую устойчивость и жёсткость, и вес её распределяется непосредственно на стены.
Тем не менее, готические архитекторы недолюбливали обычные фермы, потому что многочисленные горизонтальные затяжки скрадывают высоту помещения. Чтобы этого избежать, они изобрели уникальное решение — Hammerbeam-систему. В ней стропильные ноги не связаны затяжкой понизу. От высоко расположенной верхней затяжки спускаются выгнутые в стрельчатую арку балки, которые передают вес и распор кровли на стены и контрфорсы. Старейший образец такой системы сохраняется в Винчестерском соборе, а самый известный — кровля Вестминстер-холла (1395), королевского зала для пиршеств и церемоний, самая большая деревянная кровля своей эпохи. Также можно отметить крыши Крайст-Чёрч, Оксфорд, Тринити-колледж, Кембридж, и Кросби-холл (англ. Crosby Hall, Liverpool) близ Ливерпуля. Похожая система с аркообразными балками построена в Уэксемском соборе (англ. Wexham Cathedral).

## Университетская готика

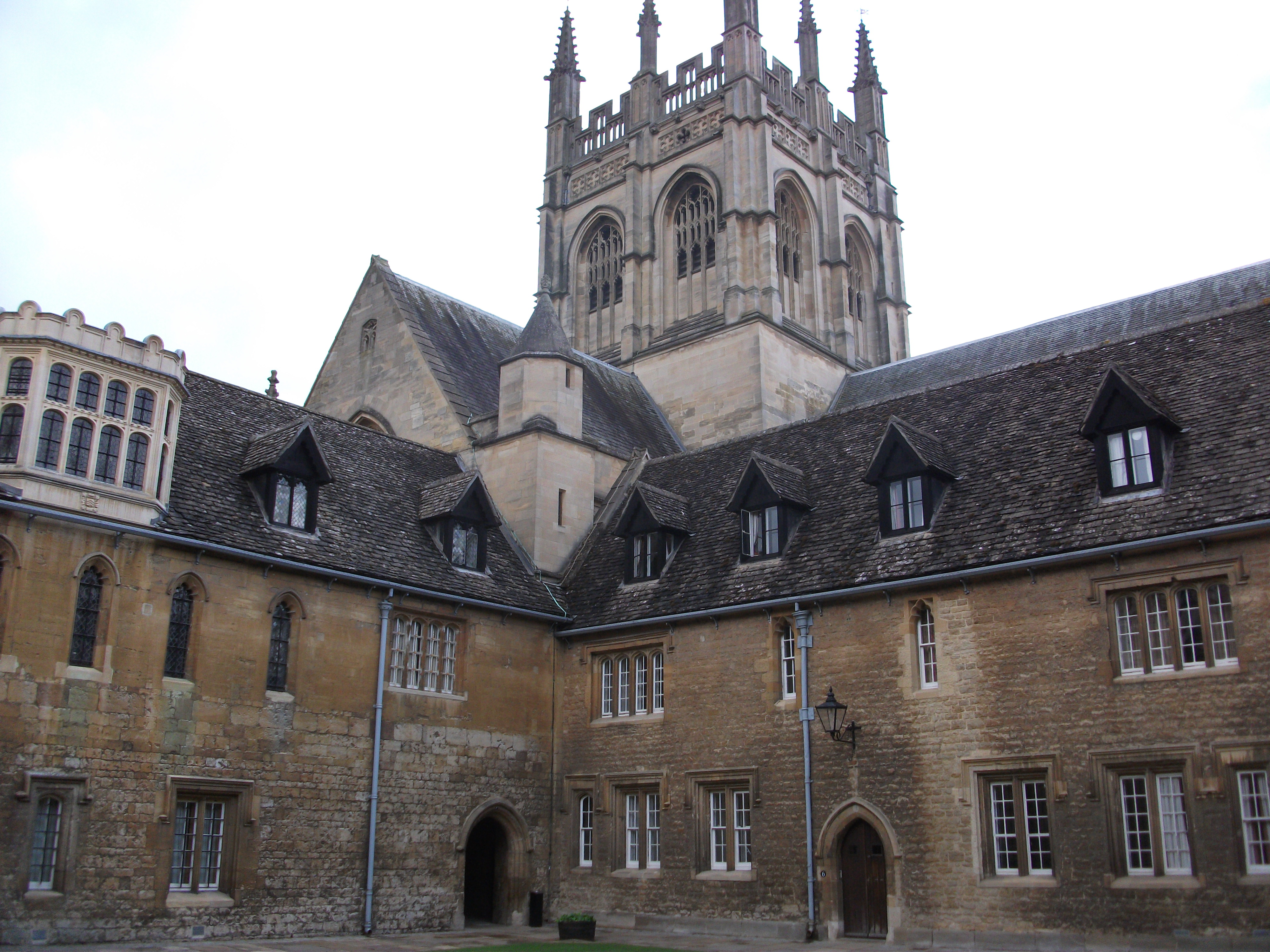
Mob Quad[англ.], Мертон-колледж, Оксфорд (1288—1378)
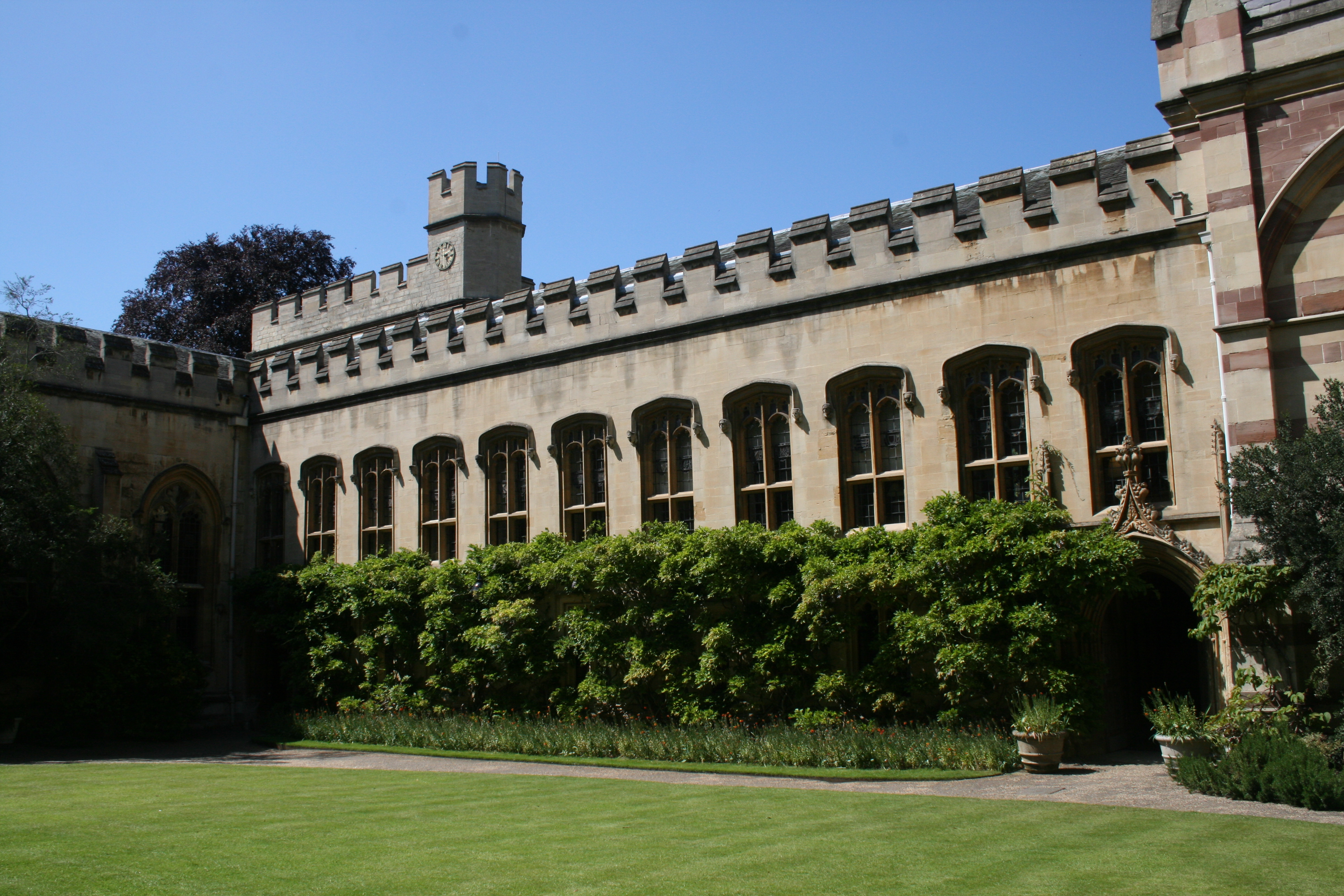
Бэллиол-колледж, Оксфорд (1431)
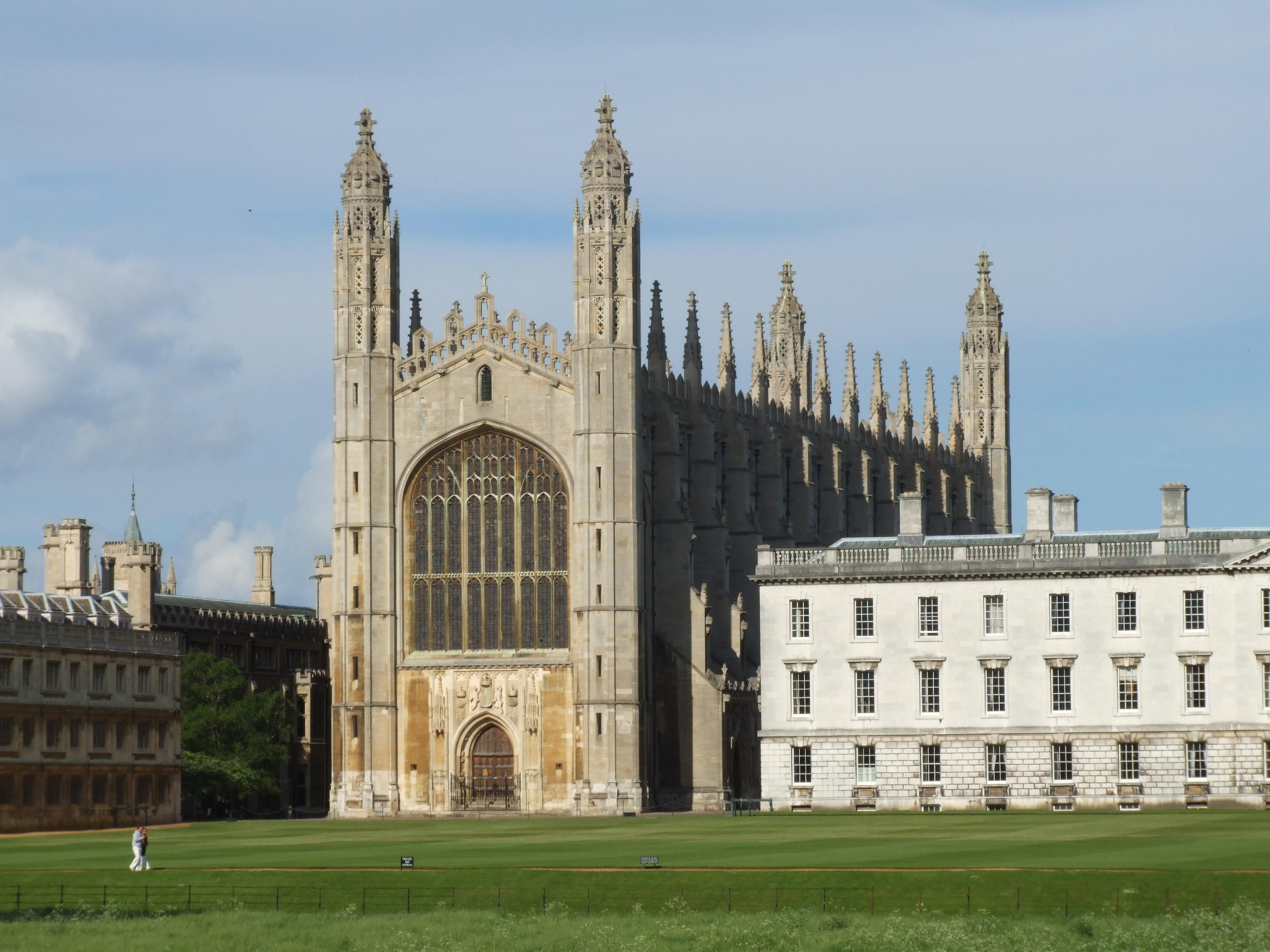
Окно под тюдоровской аркой, капелла Королевского колледжа, Кембридж (1446—1531)
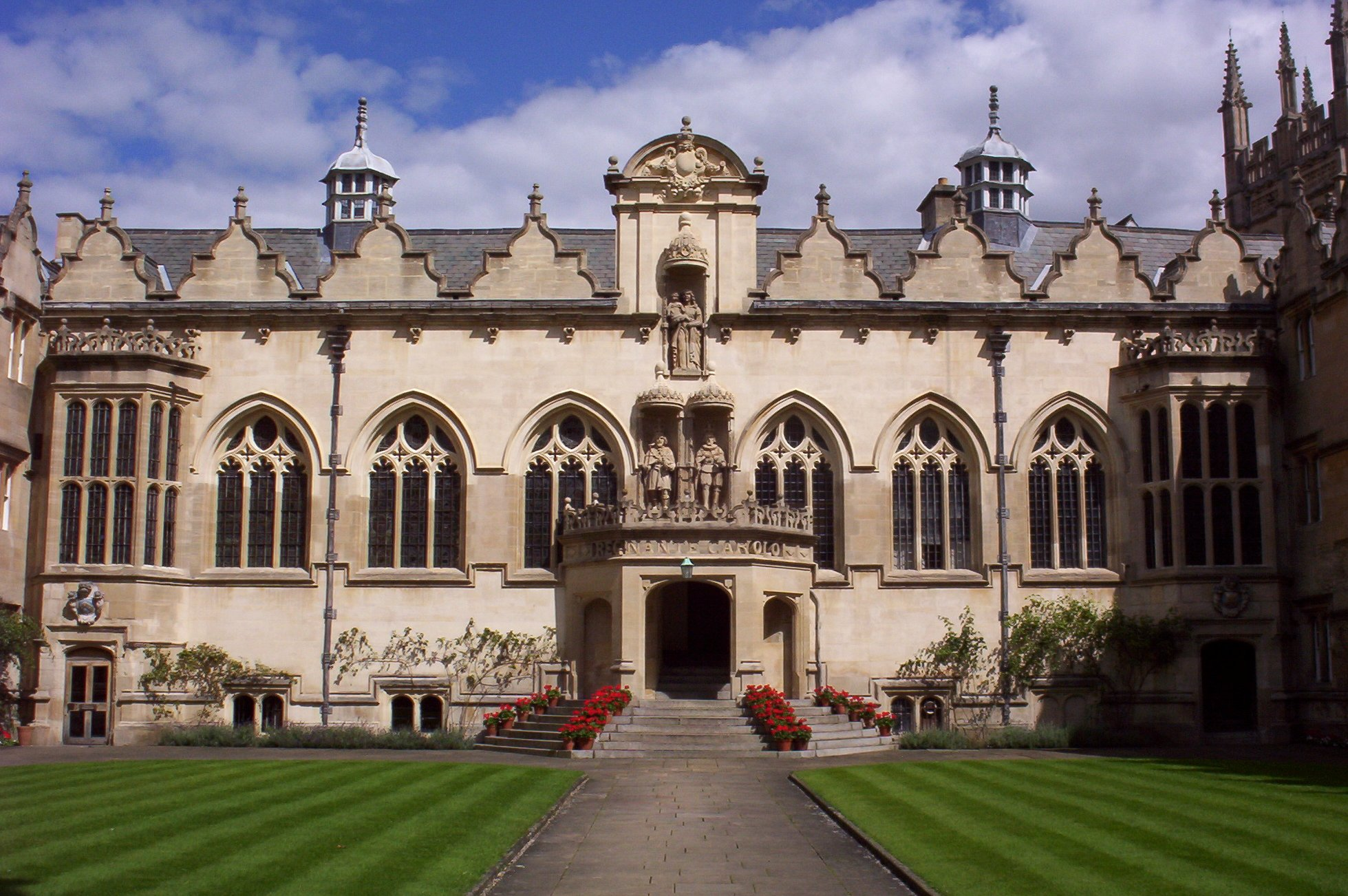
Восточный корпус первого двора Ориэльского колледжа[англ.], Оксфорд  (1637—1642)

Из-за тесной связи первых английских университетов с церковью, ими была воспринята церковная архитектура вообще и готический стиль в частности. Старейший сохранившийся образец университетской готики — постройки вокруг квадратного двора Mob Quad Мертон-колледжа в Оксфорде (1288—1378) Бэллиол-колледж в Оксфорде располагает готическими постройками с 1431 года, среди них можно отметить «новую библиотеку» в средневековом зале по западной стороне и «старую библиотеку» на первом этаже по северной стороне. Архитектура Бэллиола происходит скорее от замковой, чем от церковной, имитируя укрепления. Капелла Королевского колледжа в Кембридже располагает образчиком четырёхцентровой арки перпендикулярного стиля.

## Возрождение готики в XIX и XX вв
Перпендикулярная неоготика встречается редко, преимущественно за образец брали декоративный стиль. Основные постройки неоготики — новое здание Вестминстерского дворца (где располагается британский парламент), Мемориал Уиллса в Бристольском университете (1915—25) и собор св. Андрея в Сиднее.